# Jerzy Vetulani
Jerzy Vetulani (ur. 21 stycznia 1936 w Krakowie, zm. 6 kwietnia 2017 tamże) – polski psychofarmakolog, neurobiolog, biochemik, profesor nauk przyrodniczych, w latach 1956–2017 pracownik Instytutu Farmakologii Polskiej Akademii Nauk w Krakowie, gdzie był kierownikiem Zakładu Biochemii (1976–2006), zastępcą dyrektora do spraw naukowych (1994–2002) i wiceprzewodniczącym Rady Naukowej (2003–2017); współautor ponad dwustu czterdziestu prac badawczych w recenzowanych czasopismach naukowych, popularyzator nauki, członek Polskiej Akademii Nauk i Polskiej Akademii Umiejętności.
Ukończył studia z biologii i chemii na Uniwersytecie Jagiellońskim. Odbył roczne stypendium badawcze na University of Cambridge (1966–1967). W latach 1973–1975 pracował jako Research Associate Professor w Vanderbilt University. Tam wspólnie z Fridolinem Sulserem sformułowali hipotezę β-downregulacji jako mechanizmu działania leków przeciwdepresyjnych. W 1983 został laureatem Międzynarodowej Nagrody Anna-Monika II klasy za badania nad mechanizmami działania elektrowstrząsu. Poza zaburzeniami depresyjnymi wśród jego głównych zainteresowań badawczych były: pamięć, uzależnienia i choroby neurodegeneracyjne. Jego prace w dziedzinie biomedycyny były cytowane wiele tysięcy razy.
W Instytucie Farmakologii PAN jako kierownik Zakładu Biochemii współpracował z młodszymi koleżankami i kolegami po fachu. Promotor w dziewięciu przewodach doktorskich. Nauczyciel akademicki, organizator życia naukowego i tłumacz a w latach 1981–2002 redaktor naczelny czasopisma Wszechświat.
Zaangażowany w działalność kulturotwórczą i społeczną. W latach 50. XX wieku był prelegentem dyskusyjnego klubu filmowego, współtworzył Piwnicę pod Baranami (1954–1961), w której pod nieobecność Piotra Skrzyneckiego był konferansjerem. Członek Związku Młodzieży Polskiej, Stowarzyszenia Ateistów i Wolnomyślicieli, a od 1980 członek Niezależnego Samorządnego Związku Zawodowego „Solidarność”. Od 1978 roku zarejestrowany jako tajny współpracownik Służby Bezpieczeństwa o kryptonimie „Laborant”. Przez około pół wieku utrzymywał znajomość z Karolem Wojtyłą (od 1978 papieżem Janem Pawłem II).
Od lat 90. XX wieku działał na rzecz legalizacji marihuany i postulował szeroką depenalizację substancji psychoaktywnych używanych rekreacyjnie. Krytykował politykę ścigania konsumentów substancji zmieniających świadomość. Twierdził, że należy edukować i nieść pomoc osobom uzależnionym, a nie stosować metody policyjne. W 2002 roku w wyborach samorządowych bez powodzenia kandydował na prezydenta Krakowa.
Został wybrany w skład Polskiej Akademii Umiejętności (w 1991 na członka korespondenta, w 1996 na członka czynnego), a w 2007 na członka korespondenta Polskiej Akademii Nauk. W latach 1999–2001 prezes Polskiego Towarzystwa Badań Układu Nerwowego. W latach 1997–2001 i 2006–2008 członek Centralnej Komisji do Spraw Stopni i Tytułów. Prowadził wykłady otwarte dla publiczności. Opublikował jako autor i współautor osiem książek popularnonaukowych, w tym Mózg: fascynacje, problemy, tajemnice (2010) i Sen Alicji, czyli jak działa mózg (z Marią Mazurek i Marcinem Wierzchowskim, 2017). Prowadził bloga Piękno neurobiologii (2010–2016) i kanały w mediach społecznościowych. W latach 2010–2015 występował w magazynie mówionym Gadający Pies. W 2014 roku wziął udział w Marszu Wyzwolenia Konopi w Warszawie. W latach 2015–2017 protestował przeciw rządom Zjednoczonej Prawicy.
Doktor honoris causa Śląskiej Akademii Medycznej i Uniwersytetu Medycznego w Łodzi, członek honorowy Indian Academy of Neurosciences i Oxford Neurological Society. Otrzymał Medal 40-lecia Polski Ludowej, Złoty Krzyż Zasługi i Krzyż Kawalerski Orderu Odrodzenia Polski. Zmarł w 2017 roku w wyniku obrażeń odniesionych w wypadku drogowym, w którym został potrącony na przejściu dla pieszych przez kierującego Volkswagenem Caddy. W 2022 ukazała się biografia Vetulani. Piękny umysł, dzikie serce autorstwa Katarzyny Kubisiowskiej.

## Życiorys

### Pochodzenie
Jego przodkowie z rodziny Vetulanich, wywodzącej się z Toskanii, przybyli do Polski w XVIII wieku.  Jego ojciec Adam Vetulani pochodził z Sanoka, był profesorem Uniwersytetu Jagiellońskiego, kierownikiem Katedry Prawa Kościelnego i Katedry Historii Państwa i Prawa Polskiego UJ; synem Romana Vetulaniego (profesora gimnazjalnego) i Elżbiety z domu Kunachowicz (pochodzącej ze zubożałej rodziny ziemiańskiej). Matka Jerzego Vetulaniego, Irena Vetulani z domu Latinik, była biolożką, pracownicą naukową w Zakładzie Anatomii Porównawczej UJ, córką generała Franciszka Latinika i Heleny z domu Stiasny-Strzelbickiej.
Stryjami Jerzego Vetulaniego byli: Kazimierz, Zygmunt i Tadeusz Vetulani, najbliższą ciotką Maria Vetulani („Maryla”; 1895–1945), urzędniczka bankowa; dalszymi ciotkami: Zofia, Maria i Cecylia Vetulani; kuzynami ze strony ojca: Witold de Nisau, Wanda i Zygmunt Vetulani, a kuzynami ze strony matki: Irena i Andrzej Popiel oraz Janusz i Jerzy Riegerowie.

### 1936–1952: Wczesne lata, bunt

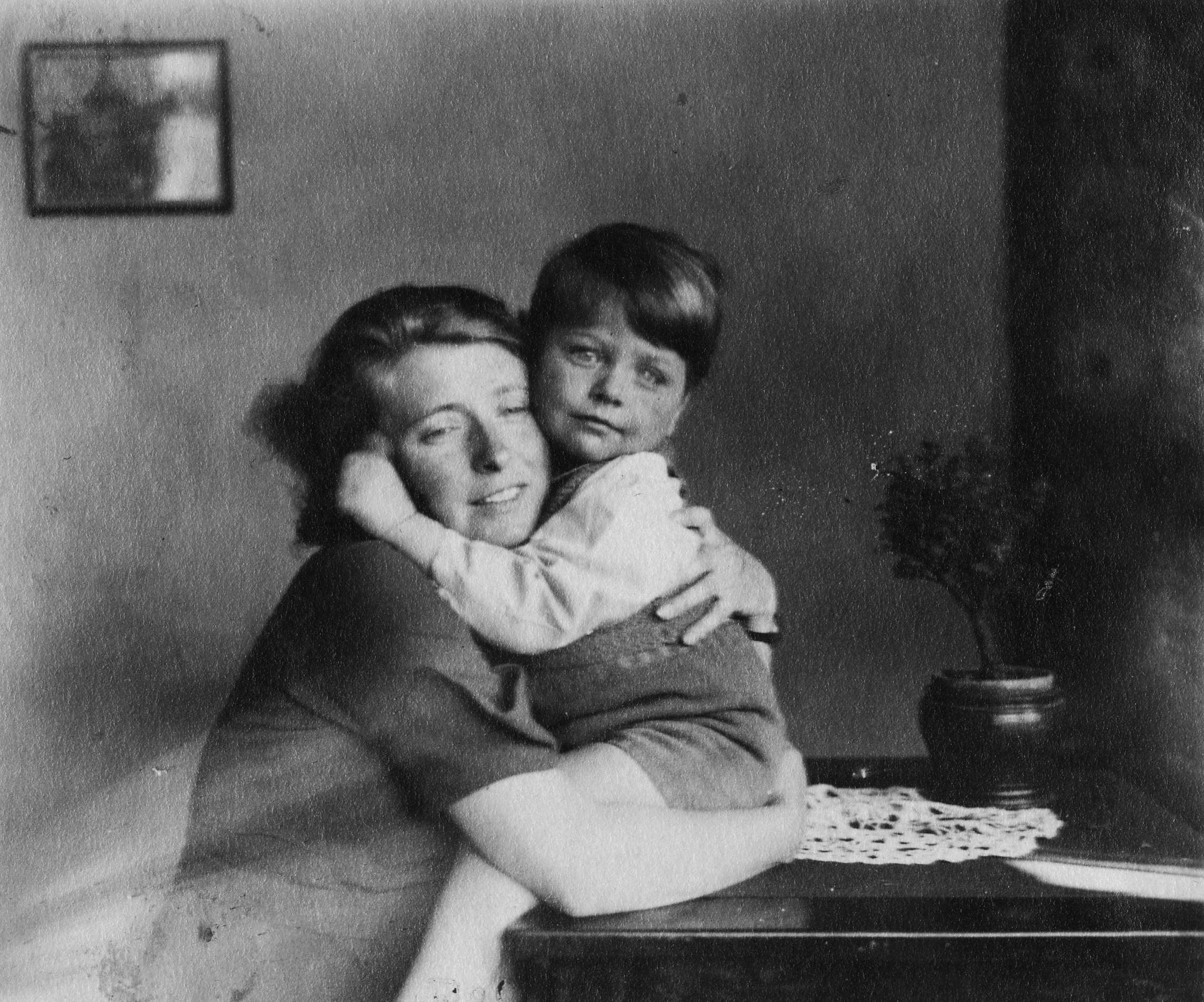
Kilkuletni Jerzy z matką Ireną Latinik-Vetulani, biolożką, autorką książek popularnonaukowych, która – jak potem wspominał – zaraziła go pasją do biologii (1938)

Jerzy Vetulani urodził się 21 stycznia 1936 w prywatnym szpitalu ginekologicznym przy ulicy Garncarskiej w Krakowie. W 1938 na świat przyszedł jego młodszy brat, Jan Vetulani. Rodzina zajmowała mieszkanie na parterze domu profesorów Uniwersytetu Jagiellońskiego przy placu Inwalidów, zatrudniając pokojówkę, kucharkę i wychowawczynię dla dzieci. Rodzicami chrzestnymi Jerzego Vetulaniego zostali Tadeusz Lehr-Spławiński i Maria Dobrowolska. Jerzy Vetulani miał również starszą siostrę Krystynę (córkę Adama Vetulaniego ze związku z Anną Szewczyk), o czym dowiedział się pod koniec lat 60. XX wieku.
Adam Vetulani, ojciec Jerzego i Jana, wziął udział w wojnie obronnej we wrześniu 1939. Internowany w Rumunii, przedostał się na zachód i wiosną 1940 wziął udział w kampanii francuskiej. W latach 1940–1945 przebywał na internowaniu w Szwajcarii, organizując obozy szkolne dla polskich żołnierzy.
Pozostali w Krakowie Irena Vetulani wraz z synami po wkroczeniu armii hitlerowskiej we wrześniu 1939 zostali zmuszeni do opuszczenia zajmowanego mieszkania. Otrzymali czterdzieści osiem godzin na wyprowadzenie się z możliwością zachowania dobytku ruchomego. Przenieśli się do lokalu przy ulicy Garncarskiej 4, gdzie schronienia udzieliła im Józefa Onitsch, wdowa po generale Zygmuncie Zielińskim. Dzięki dobrej znajomości języka niemieckiego Irena Vetulani uzyskała pracę jako tłumaczka w monopolu spirytusowym. Jerzy i Jan pozostawali w latach wojennych pod jej opieką. Matka wychowywała synów „w patriotycznym poczuciu honoru” – w każdą niedzielę w domu odbywało się „misterium” i śpiewano Boże, coś Polskę. W dzieciństwie Jerzy Vetulani był chłopcem religijnym, przez pewien czas służył jako ministrant w kościele Mariackim. W czasie wojny rodzinę wspierał przebywający w Krakowie stryj Jerzego i Jana, Tadeusz Vetulani.
Od dzieciństwa Jerzy Vetulani interesował się przyrodą, czytał książki popularnonaukowe. Twierdził, że pasją do biologii zaraziła go matka. Wspominał lata okupacji jako ciekawe i pełne eksplorowania otaczającego świata, nie dające poczucia „wojennej grozy”. Wraz z młodszym bratem i przyjacielem z kamienicy, Andrzejem Mirockim, założyli klub zbieraczy owadów, w ramach którego zgromadzili m.in. różnorodną kolekcję motyli.
W 1942 Jerzy Vetulani zaczął uczęszczać na tajne komplety prowadzone przez panią Iwiczową. Poszedł od razu do drugiej klasy, bo umiał już wcześniej czytać i pisać. Po zakończeniu okupacji uczęszczał do Szkoły Ćwiczeń przy Państwowym Pedagogium w Krakowie. Od 1948 uczęszczał do IV Państwowego Liceum im. Henryka Sienkiewicza w Krakowie, a następnie, po jego likwidacji, do Liceum Ogólnokształcącego im. Bartłomieja Nowodworskiego, które ukończył w 1952, uzyskując świadectwo dojrzałości z wyróżnieniem. W 1949 zdał egzamin Krakowskiego Zrzeszenia Kół Krajoznawczych Młodzieży Szkolnej na przewodnika po Krakowie. W tym okresie zaczął aktywnie uprawiać żeglarstwo.
Jako nastolatek zbuntował się przeciwko rodzicom i obecnej w domu religijnej tradycji.  Porzucił religię i przestał uczestniczyć w rytuałach religijnych. Zapisał się do Klubu Ateistów i Wolnomyślicieli. W 1948 zapisał się do Związku Młodzieży Polskiej. Został usunięty z tej organizacji wskutek literówki zrobionej w artykule do gazetki szkolnej, gdy w jednym z tekstów zamiast „podstawy socjalizmu” przez pomyłkę napisał „podsrawy socjalizmu”.

### 1952–1973: Studia, kabaret, Instytut Farmakologii

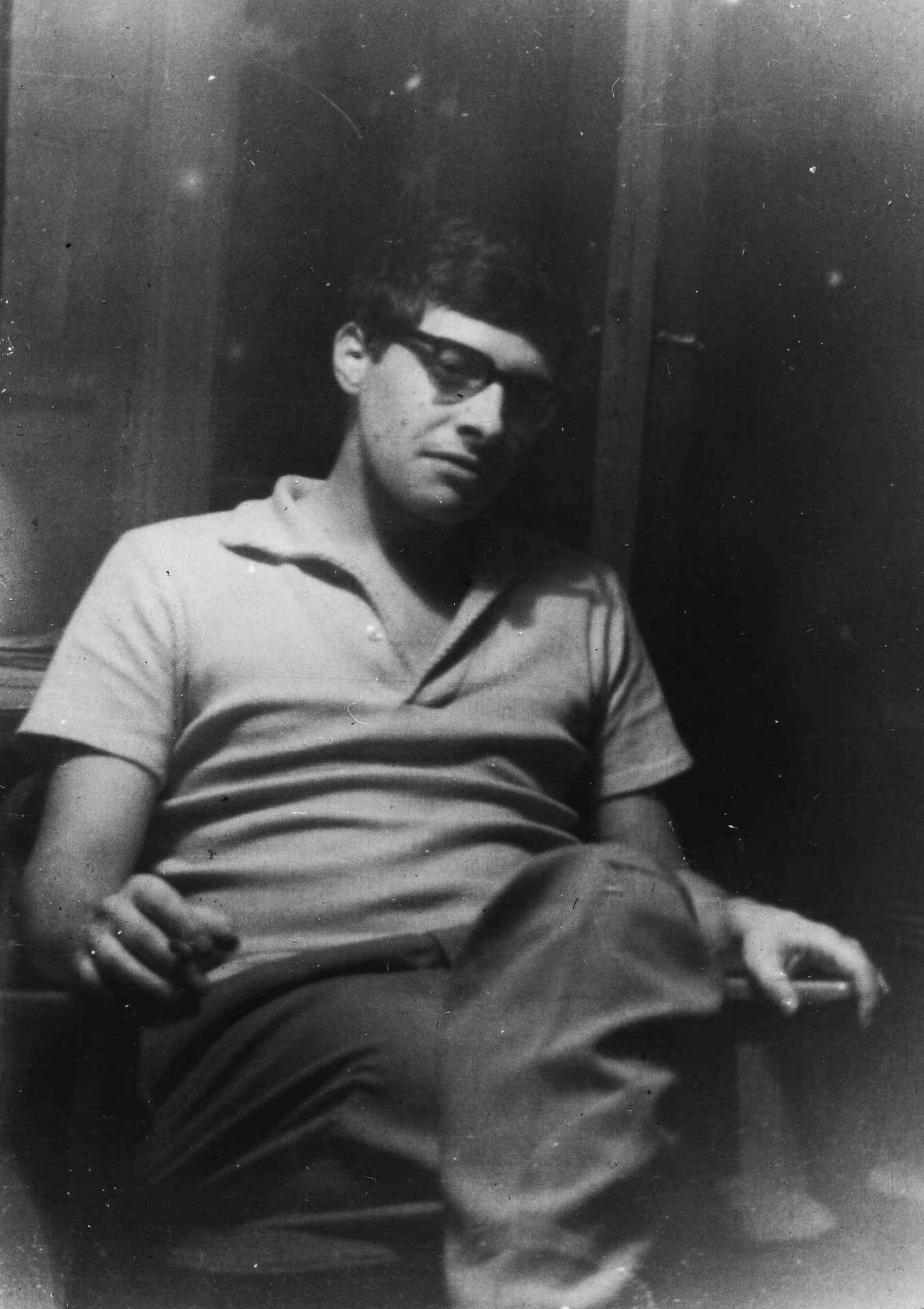
Jerzy Vetulani ukończył biologię i chemię na Uniwersytecie Jagiellońskim. Po tragicznej śmierci brata obronił w 1966 doktorat (lata 60. XX wieku)

W 1952 rozpoczął studia biologiczne na Uniwersytecie Jagiellońskim ze specjalnością fizjologia zwierząt. Wśród jego wykładowców byli m.in. Andrzej Pigoń, Maria Skalińska, Zygmunt Grodziński i Stanisław Smreczyński. W 1953 został członkiem zarządu Koła Przyrodników Studentów UJ pierwszego roku. W marcu 1956 podjął pracę jako wolontariusz w Zakładzie Farmakologii PAN, kierowanym wówczas przez Janusza Supniewskiego. W 1957 roku obronił pracę magisterską na temat wpływu kwasu askorbinowego na obraz krwi królika, po czym został zatrudniony w Zakładzie Farmakologii PAN na stanowisku asystenta. Z tą jednostką, przemianowaną następnie na Instytut Farmakologii PAN, Jerzy Vetulani był związany przez ponad sześćdziesiąt lat, aż do końca swojego życia.
Jesienią 1953 poznał Joannę Olczak. Związał się z kręgiem osób skupionym wokół rodziny Mortkowiczów-Olczaków w Domu Literatów przy ulicy Krupniczej, którą to znajomość opisywał: „Można by ich chyba nazwać krakowską cyganerią. (...) Sporo lewicującej młodzieży i inteligencji żydowskiej o postępowych poglądach, która przetrwała wojnę. (...) Pamiętam uroczą babcię Janinę, fantastyczną kobietę i taką prawdziwą żydowską matkę rodu. (...) Dla mnie, początkującego biologa, zetknięcie z tym środowiskiem stanowiło istotne doświadczenie, bo jak wlazłem w grono humanistów, nagle otworzył się przede mną inny świat”.
Odbył zasadniczą służbę wojskową. W 1954 na „studium wojskowym, gdzieś na tyłach Uniwersytetu Jagiellońskiego” Jerzy Vetulani poznał Piotra Skrzyneckiego: „Przegadaliśmy całą noc. Bardzo się polubiliśmy”. W połowie lat 50. wraz z grupą przyjaciół: Edmundem Jaroszem, Bronisławem Chromym i Lalą Skąpską, pomagał odgruzować piwnice pałacu „Pod Baranami”, w których powstała wkrótce potem Piwnica pod Baranami. Jerzy Vetulani wspominał: „Jest mnóstwo legend, kilkanaście równoległych prawd, na temat powstania Piwnicy pod Baranami. Ja sądzę, że idea kabaretu narodziła się, kiedy na moich urodzinach w 1954 na ulicy Garncarskiej spotkali się Joanna Olczak i Piotr Skrzynecki”.
Jerzy Vetulani był wśród założycieli Piwnicy pod Baranami, do której chodził regularnie od 1956. W 1958, gdy Piotr Skrzynecki wyjechał do Paryża, Jerzy Vetulani zastąpił go w roli konferansjera. Jako prowadzący rewii znany był z dosadnego, szyderczego humoru i uszczypliwego języka, jak wspominała Barbara Nawratowicz: „Czarująco lżył publiczność, oznajmiając, że za wiele żądają za swoje parszywe pieniądze”. Według Jerzego Vetulaniego, stosunki pomiędzy nim i Piotrem Skrzyneckim ochłodziły się, gdy Skrzynecki wrócił z Paryża. Skrzynecki miał wówczas spostrzec popularność, jaką zdobyły występy Vetulaniego, i okazać zazdrość. Według Jerzego Vetulaniego, Piotr Skrzynecki nie chciał z nikim dzielić swojej roli w Piwnicy, która była jego „ukochanym dzieckiem, córką, matką”. Zdaniem Zygmunta Koniecznego Jerzy Vetulani miał „ewidentny talent estradowy”.
Jerzy Vetulani zaprzyjaźnił się z osobami tworzącymi krąg Piwnicy, m.in. z Wiesławem Dymnym, Janem Güntnerem, Tadeuszem Kwintą, Mirosławem Obłońskim, Krystyną Zachwatowicz, Janiną Garycką, Ryszardem Horowitzem, Ruth Buczyńską, Anną Polony oraz Kiką Szaszkiewiczową. Wraz z Ryszardem Taedlingem i Jerzym Mikułowskim Pomorskim założył w Piwnicy pod Baranami „Sekcję Geniuszy”.
W październiku 1956 Jerzy Vetulani podjął działalność w Rewolucyjnym Związku Młodzieży. Pełnił funkcję protokolanta Zarządu RZM i brał udział w kampaniach wyborczych na rzecz kandydatów studenckich, a także w akcjach propagandowych. Brał udział w wiecach studenckich. 18 października 1956 zabrał głos podczas kilkutysięcznego wiecu studenckiego w klubie „Rotunda”: „Powiedziałem, że chcemy jawności, i chcemy, żeby obrady Komitetu Miejskiego [dotyczące tego] co z nami chcą zrobić, były głośno transmitowane”. Na początku lat 60. wstąpił do Stowarzyszenia Ateistów i Wolnomyślicieli.
W 1957 jego rodzina wprowadziła się ponownie do domu profesorów UJ przy Placu Inwalidów. W latach 1955–1962 Jerzy Vetulani był prelegentem w Krakowskim Dyskusyjnym Klubie Filmowym Studentów. Przyznał, że „to była dobra rzecz”, bo nauczyła go „by mówić krótko, ciekawie, i szybko kończyć”. We wrześniu 1962 wystąpił z prelekcją na inauguracyjnym spotkaniu klubu dyskusyjnego zorganizowanego w mieszkaniu Adama Riegera. W 1962 Jerzy Vetulani ukończył również na Uniwersytecie Jagiellońskim jako drugi kierunek chemię ze specjalnością chemia teoretyczna. W ramach wymiany studenckiej odbył siedmiotygodniowy pobyt w Swansea w Walii, gdzie pracował w British Iron and Steel Research Association i samodzielnie uczył się języka angielskiego.
W Piwnicy pod Baranami Jerzy Vetulani poznał swoją przyszłą żonę, Marię Pająk (1933–2017), córkę Józefa Pająka, rzeźnika, i Leokadii z domu Krawczyk; z którą wziął ślub 8 lipca 1963. Mieli dwóch synów: Marka (ur. 1964) i Tomasza (ur. 1965). 18 czerwca 1965 roku, podczas spływu kajakowego na Dunajcu, utonął młodszy brat Jerzego, Jan Vetulani. To wydarzenie wstrząsnęło Jerzym Vetulanim i zmobilizowało go do rozpoczęcia pracy nad rozprawą doktorską.
Uzyskał stopień doktora nauk przyrodniczych w 1966 w Instytucie Immunologii i Terapii Doświadczalnej im. Ludwika Hirszfelda Polskiej Akademii Nauk pod kierunkiem Józefa Hano. W tym samym roku jako stypendysta Rikera wyjechał na rok do Wielkiej Brytanii, gdzie na University of Cambridge pod kierownictwem A.S.V. Burgena pracował nad opanowaniem metod spektrofluorymetrycznych. W Cambridge przez Bożenę Puchalską nawiązał kontakt z Juliuszem Hibnerem. Po powrocie do Polski rozpoczął pracę w dziedzinie psychofarmakologii pod kierunkiem Jerzego Maja. W 1972 był konsultantem naukowym filmu Iluminacja Krzysztofa Zanussiego.

### 1973–1989: Pobyt w USA, „Solidarność”
Po złożeniu rozprawy habilitacyjnej wyjechał do Stanów Zjednoczonych, gdzie w latach 1973–1975 pracował jako Research Associate Professor w Vanderbilt University. Uznanie przyniosło mu odkrycie w 1975 wraz z Fridolinem Sulserem zjawiska β-downregulacji przez chroniczne podania leków przeciwdepresyjnych i sformułowanie hipotezy β-downregulacji jako mechanizmu działania leków przeciwdepresyjnych. Praca na ten temat opublikowana przez Vetulaniego i Sulsera w Nature otrzymała do 2007 pięćset osiemdziesiąt cytowań.
Jerzy Vetulani zdecydował o powrocie do Polski wraz z rodziną po śmierci swojej matki, Ireny Latinik-Vetulani w 1975, by wesprzeć pozostawionego samotnie ojca, Adama Vetulaniego. W 1976 Jerzy Vetulani uzyskał stopień doktora habilitowanego i objął kierownictwo nowo utworzonego Zakładu Biochemii Instytutu Farmakologii PAN. Wśród jego głównych zainteresowań były wówczas behawioralne i biochemiczne efekty działania leków przeciwdepresyjnych i neuroleptyków, antagonistów kanału wapniowego oraz pochodnych tetrahydroizochinoliny, a także różne aspekty pamięci i uczenia się oraz uzależnienia lekowe.
Jako kierownik Zakładu Biochemii prowadził kilka zespołów badawczych. Przywiązywał dużą wagę do kontaktów z młodszymi kolegami i koleżankami po fachu. W tych relacjach jako swój przykład wskazywał Kazimierza Gumińskiego, promotora swojej pracy magisterskiej z chemii, który miał wywrzeć na Jerzego Vetulaniego znaczny wpływ. Jerzy Vetulani wypromował dziewięciu doktorów i czterech doktorów habilitowanych. Na przestrzeni lat wśród jego uczennic i uczniów (spośród których szereg pracowało w prowadzonym przez niego Zakładzie Biochemii) byli m.in. Irena Nalepa (współpraca w latach 1986–2017), Piotr Popik, Lucyna Antkiewicz-Michaluk (ścisła współpraca w latach 1976–2006), Andrzej Pilc, Krystyna Gołembiowska, Jolanta Zawilska, Marek Sanak, Rafał Ryguła i Dominika Dudek. Od lat 60. Jerzy Vetulani publikował notki popularnonaukowe w czasopiśmie Wszechświat pod pseudonimem J. Latini. Od lat 70. opublikował szereg tekstów w tygodniku Przekrój. Wprowadził do polskiej terminologii określenie splątki neurofibrylarne (ang. neurofibrillary tangles).
W 1978 został zarejestrowany jako tajny współpracownik Służby Bezpieczeństwa o numerze 19856 i kryptonimie „Laborant”. Również od 1978 regularnie współpracował z Consiglio Nazionale delle Ricerche w Rzymie (CNR; Narodowa Rada Badań Naukowych). Koordynował ze strony polskiej wspólny program badawczy Instytutu Farmakologii PAN z Istituto di Biologia Cellulare e Neurobiologia (IBCN). Odwiedzając Rzym zwykle zatrzymywał się w prowadzonym przez Adama Broża Hospicjum Związku Polskich Kawalerów Maltańskich. Poświęcał wiele czasu na zwiedzanie, jak wspominali jego przyjaciele Ryszard Przewłocki i Edmund Przegaliński: „Vetulani był wielkim znawcą i miłośnikiem Wiecznego Miasta, jego historii i zabytków, a swoje fascynacje potrafił przelać na współpracowników i przyjaciół. Był dla wielu przyjaciół cicerone po rzymskich uliczkach, kościołach i zawsze znajdował jakiś ciekawy fragment miasta, o którym potrafił opowiedzieć zajmującą historię. Był w tym absolutnym mistrzem”. Regularnie goszczony był w Watykanie na osobistych audiencjach przez Jana Pawła II, który w czasie lat spędzonych w Krakowie był uczniem Adama Vetulaniego i przyjacielem rodziny Vetulanich. Jerzy i Maria Vetulani pozostawali z Janem Pawłem II w serdecznych relacjach aż do jego śmierci w 2005. Od końca lat 70. Jerzy Vetulani pozostawał w bliskiej relacji z Sylwią Tomecką-Suchoń.
W 1980 Jerzy Vetulani wstąpił do NSZZ „Solidarność”. Zakładał organizacje „Solidarności” w Instytucie Farmakologii PAN. Działał jako członek komisji Zakładowej „Solidarności” przy Oddziale i Placówkach PAN w Krakowie oraz jako 56. członek Komisji Porozumiewawczej Nauki NSZZ „Solidarność”. Był ekspertem Krajowej Komisji Nauki „Solidarności”. Współredagował pismo Głos PANu, wydawane przez Organizację Zakładową „Solidarność” w Polskiej Akademii Nauk w Krakowie, w kolumnie Trefniś. Współzakładał organizacje „Solidarności” w zakładach pracy w Małopolsce: w Trzyciążu, Limanowej i innych miejscowościach. Nawiązywał kontakty z „Solidarnością” Rolników, z którą obchodził rocznicę porozumień ustrzycko-rzeszowskich.
8 grudnia 1981 został redaktorem naczelnym czasopisma popularnonaukowego Wszechświat. Wkrótce potem współpracę z pismem nawiązał Zbylut Grzywacz. Na początku stanu wojennego Jerzy Vetulani udostępnił lokal Wszechświata na spotkania Komisji Zakładowej „Solidarności”, tuż przed jej całkowitym zejściem do podziemia. Miał wówczas w delegacjach służbowych wpisane jako stanowisko: redaktor naczelny, co „miało robić wrażenie na milicjantach”, bo „każdy z nich wiedział, że redaktor naczelny musiał być ich człowiekiem”. Po delegalizacji „Solidarności” właśnie jako redaktor naczelny Wszechświata przemycił z Polski do Watykanu powierzony mu przez Jerzego Zdradę list Zarządu Regionu „Solidarności” do papieża Jana Pawła II. W lutym 1982 w mieszkaniu Vetulanich przy ówczesnym Placu Wolności zagrał koncert Leszek Wójtowicz.
Od grudnia 1981 do lutego 1992 na adres domowy rodziny Jerzego Vetulaniego ze Stavanger w Norwegii była przesyłana pomoc humanitarna dla polskiego społeczeństwa. Wraz z rodziną Jerzy Vetulani dostarczał paczki dalej pod wskazane adresy lub do Kurii krakowskiej. Przy organizacji przedsięwzięcia kontaktował się z przebywającą wówczas na emigracji w Stavanger Kiką Szaszkiewiczową.
W 1983 Jerzy Vetulani otrzymał Nagrodę Anna-Monika II klasy za badania nad mechanizmami działania elektrowstrząsu. Od tegoż roku współorganizował tzw. Szkoły Zimowe Instytutu Farmakologii PAN, odbywające się w okresie przerwy semestralnej. Również w 1983 uzyskał tytuł profesora nadzwyczajnego, zaś w 1989 – profesora zwyczajnego.
W latach 1987–1989 był członkiem Zarządu „Solidarności” Regionu Małopolska, a w latach 1989–1990 członkiem Prezydium Zarządu Regionu. Zajmował się głównie sprawami programowymi oraz doradzaniem organizacji „Solidarności” na terenie Małopolski.

### 1989–2006: Dojrzała kariera i społecznictwo

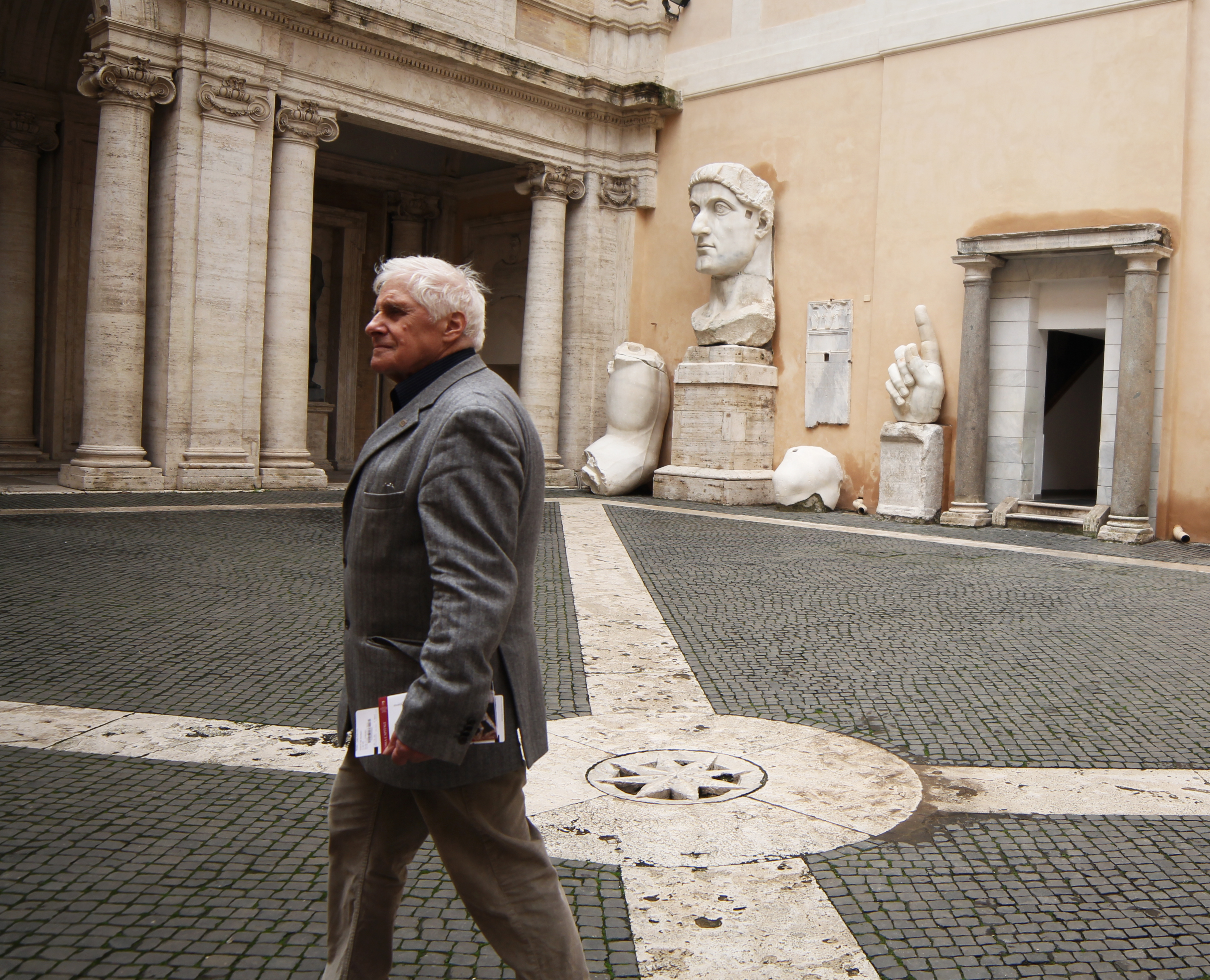
Od 1978 Jerzy Vetulani regularnie podróżował do Rzymu, gdzie koordynował wspólny projekt Instytutu Farmakologii i Consiglio Nazionale delle Ricerche. W ostatnich latach życia działał przy Stacji Polskiej Akademii Nauk w Rzymie (2014)

Funkcję redaktora naczelnego Wszechświata pełnił do 2002. Był także redaktorem naczelnym Polish Journal of Pharmacology and Pharmacy (1993–1996). W latach 1992–1998 był członkiem Collegium Internationale Neuro-Psychopharmacologicum; w latach 1999–2001 przewodniczącym Polskiego Towarzystwa Badań Układu Nerwowego; a w latach 1984–2016 wiceprzewodniczącym Polskiego Towarzystwa Przyrodników im. Kopernika. Od 2002 był wiceprzewodniczącym Rady Naukowej Instytutu Farmakologii PAN.
W 1991 został powołany na członka korespondenta Polskiej Akademii Umiejętności. Został członkiem czynnym PAU w 1996. Regularnie prowadził spotkania Kawiarni Naukowej PAU w gmachu Akademii przy ulicy Sławkowskiej 17, jako otwierający i moderator dyskusji. Był członkiem rady redakcyjnej wydawanego przez PAU tygodnika PAUza Akademicka. Został także członkiem Collegium Internationale Neuropsychopharmacologicorum (CINP), którego Rady był członkiem w latach 1992–1998; oraz członkiem European College of Neuropsychopharmacology (ECNP).
Po legalizacji „Solidarności” był członkiem Krakowskiego Komitetu Obywatelskiego (1989–1990) i Krakowskiego Klubu Solidarności (1994–1995). Współuczestniczył w kampanii wyborczej na rzecz wyboru Ryszarda Gryglewskiego na prezydenta Krakowa (1990), a potem w kampanii wyborczej kandydatów na posłów i senatorów z „Solidarności”.
W 2001 wszedł w skład Zarządu Towarzystwa Przyjaciół Sztuk Pięknych w Krakowie oraz kapituły Lauru Krakowa XXI wieku. Był członkiem reaktywowanego Towarzystwa Popierania i Krzewienia Nauk, zasiadał również w jego radzie. W 2002 został członkiem założycielem stowarzyszenia Forum dla Małopolski i ubiegał się bez powodzenia o urząd prezydenta miasta Krakowa, uzyskując w pierwszej turze wyborów 2375 głosów (1,19%).
Jerzy Vetulani był aktywny jako nauczyciel akademicki. Do roku 1999/2000 prowadził wykłady monograficzne z psychofarmakologii na Wydziale Biologii i Nauk o Ziemi UJ. Od 2000 prowadził wykłady kursowe Neuroscience w Szkole Medycznej dla Cudzoziemców Collegium Medicum Uniwersytetu Jagiellońskiego. W latach 2006–2014 wykładał w Instytucie Psychologii Stosowanej UJ. Przez kilka semestrów był również wykładowcą Uniwersytetu Papieskiego Jana Pawła II. Od 2007 był profesorem Małopolskiej Wyższej Szkoły im. J. Dietla, gdzie prowadził zajęcia z podstaw neurobiologii dla studentek kosmetologii i dietetyki. Od 2015 był członkiem Senatu MWS.
W 2008 został wybrany na członka-korespondenta Polskiej Akademii Nauk. Na przestrzeni lat sprawował w strukturach PAN różne funkcje, był m.in. sekretarzem Komitetu Nauk Fizjologicznych PAN (1978–1981), przewodniczącym Komitetu Neurobiologii PAN (2007–2011) i członkiem Prezydium Oddziału Krakowskiego PAN (2011–2015). 31 grudnia 2014 został powołany na członka Rady Programowej przy Stacji Polskiej Akademii Nauk w Rzymie. W czerwcu 2016 został powołany w skład Rady Upowszechniania Nauki przy Prezydium PAN.
Był członkiem Towarzystwa Naukowego Warszawskiego, a także członkiem rad naukowych Instytutu Biologii Doświadczalnej PAN (1993–2007) oraz Instytutu Medycyny Doświadczalnej i Klinicznej PAN (2003–2007). Brał udział w pracach Centralnej Komisji ds. Stopni i Tytułów (1997–2001; 2006–2008), z której został wykluczony po odmowie złożenia oświadczenia lustracyjnego. Publicznie uzasadniając tę odmowę wskazał, że wymóg autolustracji dla osób pełniących funkcje publiczne, nałożony przez ustawę lustracyjną, narusza podstawowe prawa i wolności obywatelskie.

### 2006–2017: Popularyzator

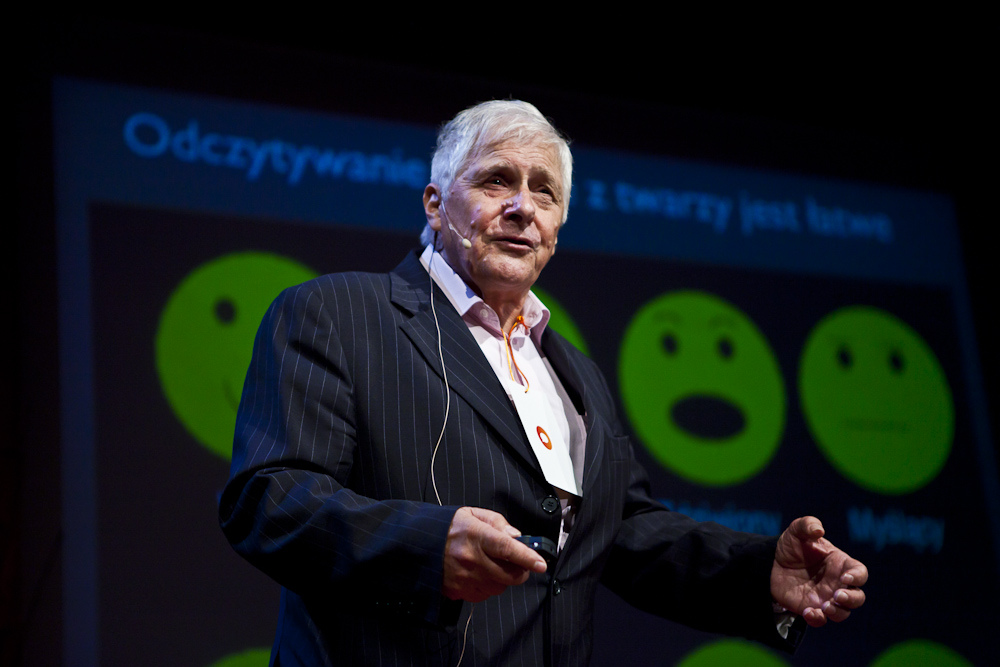
W późnym okresie pracy poświęcił się przede wszystkim popularyzacji nauki. Prezes PAN Michał Kleiber mówił, że „[Jerzy] Vetulani robi to wspaniale gromadząc tysiące słuchaczy przy różnych okazjach”. Był lubiany za potoczysty styl i poczucie humoru; występował m.in. na TEDx Kraków (2011)

W 2006 odszedł z funkcji kierownika Zakładu Biochemii Instytutu Farmakologii PAN. Od 2007, w związku z osiągnięciem wieku emerytalnego, kontynuował pracę w Instytucie Farmakologii w niepełnym wymiarze godzin jako emerytowany profesor w Zakładzie Biochemii Mózgu kierowanym przez Irenę Nalepę – jednym z dwóch Zakładów powstałych po podziale Zakładu Biochemii.
Wówczas poświęcił się w znacznym stopniu popularyzacji nauki. Był znany ze swoich otwartych wykładów poruszających tematykę funkcjonowania ludzkiego mózgu oraz zależności pomiędzy neurobiologią a różnymi zagadnieniami społecznymi i kulturowymi. Wykładał gościnnie dla uczniów szkół, na uczelniach wyższych, na uniwersytetach trzeciego wieku w różnych miastach, na zaproszenia samorządów, stowarzyszeń i prywatnych korporacji. Współpracował z Fundacją Uniwersytet Dzieci. Wykładał na zjazdach Krajowego Funduszu na Rzecz Dzieci. Współuczestniczył w opracowaniu programu edukacyjnego dla dzieci Pytanko na śniadanko w Radiu Kraków.
W 1999 był wykładowcą pierwszego krakowskiego Dnia Mózgu, a od 2000 nieprzerwanie aż do 2016 co roku występował podczas krakowskiego Tygodnia Mózgu. W latach 2011, 2012 i 2015 był prelegentem TEDxKraków. Był wielokrotnie gościem i prelegentem w Centrum Kultury Żydowskiej na krakowskim Kazimierzu. W latach 2014–2016 wykładał w ramach Warszawskiego Studium Filozofii i Teologii Tadeusza Bartosia , był prelegentem Dni Konopi w Kurozwękach (2015–2016), Zachodniopomorskich Dni Psychiatrycznych oraz Szczecińskiego Dnia Mózgu.
Przewodniczył sekcji Neuroscience założonego w 2008 Centrum Kopernika Badań Interdyscyplinarnych. Prowadził odbywające się na Wawelu spotkania związanej z Centrum Kopernika kilkunastoosobowej Grupy Trapez. Występował w latach 2014–2016 na Copernicus Festival. Przygotował internetowy kurs Neurobiologia i życie dla Copernicus College.
Po odejściu z funkcji redaktora naczelnego Jerzy Vetulani kontynuował współpracę ze Wszechświatem, gdzie redagował m.in. rubrykę Wszechświat przed stu laty oraz był przewodniczącym (2003–2011), a później wiceprzewodniczącym (2011–2017) Rady Redakcyjnej.
W maju 2010 Jerzy Vetulani został felietonistą tygodnika Wprost. W czerwcu 2010, po zlikwidowaniu we Wprost jego rubryki przez nowo wybranego redaktora naczelnego czasopisma Tomasza Lisa, Jerzy Vetulani przy udziale wnuka Franciszka Vetulaniego założył blog Piękno neurobiologii na platformie WordPress. W przeciągu kolejnych lat publikował na blogu autorskie teksty o najnowszych odkryciach w dziedzinach neurobiologii i psychofarmakologii, a także własne komentarze na różne tematy.
Prowadził działalność w mediach społecznościowych, w tym na Facebooku, Twitterze i YouTube. W 2013 poprowadził dwa odcinki programu Co ty wiesz o nauce w TVP. We wrześniu 2016 magazyn Wysokie Obcasy Extra sklasyfikował Vetulaniego na pierwszym miejscu rankingu „najlepszych mówców ery internetu”.
Od 2010 był regularnym uczestnikiem pisma mówionego Gadający Pies. Do występów na jego scenie Vetulaniego zaprosił Alek Janicki. Współprowadzący kabaret Maciej Piotr Prus określił Vetulaniego „gwiazdą pierwszej wielkości”, dodając, że uczestnicy wyczekiwali jego wystąpień. Jerzy Vetulani porównał atmosferę Gadającego Psa do atmosfery „wczesnej Piwnicy pod Baranami”. W swoich wystąpieniach na scenie kabaretu neurobiolog niejednokrotnie zawierał elementy sprośnego humoru i wulgaryzmy, co niektórzy uznawali za przekraczanie granic dobrego smaku, lecz większość widowni przyjmowała z entuzjazmem. W 2013 roku Jerzy Vetulani był producentem wykonawczym oraz członkiem obsady krótkometrażowego filmu Hydrofobia , satyrycznego mockumentu krytykującego fobie społeczne, premierowo zaprezentowanego w Gadającym Psie.
W 2010 na prośbę studentów Jerzy Vetulani wystąpił w lip dubie Uniwersytetu Jagiellońskiego. W październiku 2013 wystąpił na Krakowskich Reminiscencjach Teatralnych w programie Umysł-ciało wraz z Mikołajem Trzaską i Leszkiem Bzdylem. W grudniu 2013 współtworzył wraz z Czetem Minkusem performance Dreams Music w Małopolskim Ogrodzie Sztuki, występując m.in. obok Jana Peszka i Agaty Zubel. W 2010, 2014 i 2015 występował wraz z Leszkiem Długoszem w programie koncertowym Rozumie mój, w którym poezja śpiewana przez Długosza była przeplatana komentarzem neurobiologicznym Vetulaniego. 5 stycznia 2015 wystąpił w Piwnicy pod Baranami w spektaklu Koniec świata. Wizje świętego Ildefonsa, czyli Satyra na wszechświat według scenariusza Jana Güntnera, wraz z Krystyną Styrną, Janem Güntnerem oraz zespołem Piwnicy, z gościnnym udziałem astronoma Piotra Flina.
Od 2014 wspierał aukcje Wielkiej Orkiestry Świątecznej Pomocy, wystawiając na licytacje m.in. swoje książki z autografami i możliwość spotkania przy kawie lub kolacji. Jego artykuł Wściekłość i współczucie został opublikowany jako tekst towarzyszący w programie do spektaklu Triumf woli duetu Strzępka/Demirski, którego premiera odbyła się 31 grudnia 2016 w Narodowym Starym Teatrze im. Heleny Modrzejewskiej.
W listopadzie 2016 w Galerii Olympia w Krakowie odbył się wernisaż wystawy Adama Golca 80, prezentującej cykl fotograficzny zrealizowany podczas przyjęcia z okazji osiemdziesiątych urodzin Vetulaniego, w czasie którego neurobiolog gościł w swoim mieszkaniu jednorazowo ponad sto osiemdziesiąt osób. Sesja została wykonana na tle autorstwa Iwony Siwek-Front. Wcześniej, w kwietniu 2016, w Teatrze Polskim w Szczecinie odbył się benefis z okazji osiemdziesiątych urodzin Vetulaniego.
W grudniu 2016 został członkiem Rady Ambasadorów Małopolskiego Centrum Nauki Cogiteon.

### Wypadek, śmierć i pogrzeb

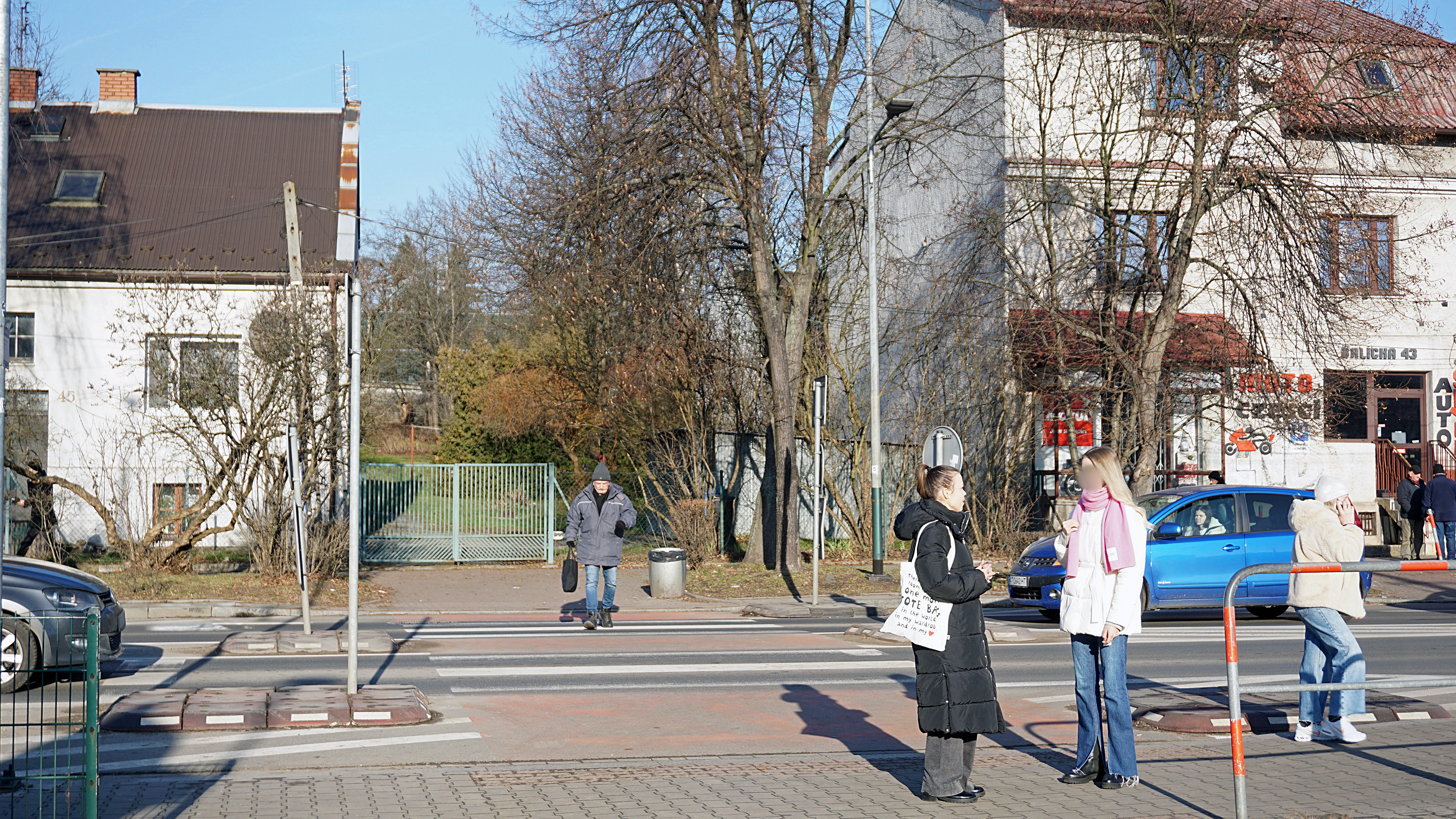
Przejście dla pieszych na ulicy Balickiej w Krakowie, na którym 2 marca 2017 roku został śmiertelnie potrącony Jerzy Vetulani

2 marca 2017 wieczorem Jerzy Vetulani został potrącony przez samochód na przejściu dla pieszych bez sygnalizacji świetlnej i doznał poważnych obrażeń. Do zdarzenia doszło w Krakowie na ulicy Balickiej, w rejonie skrzyżowania z ulicą Zielony Most, gdy Jerzy Vetulani wracał z pracy w Instytucie Farmakologii PAN, pokonując dobrze sobie znaną trasę do pętli tramwajowej w Bronowicach, którą zwykle wracał pieszo z pracy do domu.
Jerzy Vetulani został wprowadzony w stan śpiączki farmakologicznej. Przebywał w Centrum Urazowym Medycyny Ratunkowej i Katastrof Szpitala Uniwersyteckiego, pod opieką zespołu Jerzego Wordliczka. Miał liczne obrażenia wewnętrzne. Jego stan bezpośrednio po wypadku lekarze określili jako ciężki, ale stabilny.
Zmarł w szpitalu 6 kwietnia 2017, nie odzyskawszy świadomości.
Został pochowany 18 kwietnia 2017 w alei zasłużonych cmentarza Rakowickiego w Krakowie. Pogrzeb miał charakter świecki. W roli mistrza ceremonii wystąpił Alek Janicki; przemawiali m.in. prezydent Krakowa Jacek Majchrowski, prezes Polskiej Akademii Umiejętności Andrzej Białas, poseł na Sejm Józef Lassota, dyrektor Instytutu Farmakologii PAN Władysław Lasoń oraz Jerzy Mikułowski Pomorski, Dorota Gudaniec i bliscy Jerzego Vetulaniego. Na pogrzebie Paulina Owczarek wykonała na żywo muzykę na saksofonie; została odtworzona piosenka Let the Sunshine In z musicalu Hair.
21 września 2017 zmarła wdowa po nim – Maria Vetulani.

#### Proces w sprawie wypadku
Sprawcą wypadku, w którym ucierpiał Jerzy Vetulani, był Iwo P., trzydziestodwuletni kierowca dostawczego samochodu Volkswagen Caddy. Po potrąceniu pieszego kierowca zatrzymał się, wezwał na miejsce zdarzenia pogotowie i udzielił poszkodowanemu pierwszej pomocy. Został zbadany przez biegłych na obecność alkoholu, był trzeźwy. Prokuratura postawiła kierowcy zarzut nieumyślnego spowodowania wypadku ze skutkiem śmiertelnym.
Proces sądowy rozpoczął się we wrześniu 2017. Według biegłego sądowego, kierowca dojeżdżając do przejścia „nie zachował należytej ostrożności, nie obserwował właściwie drogi i świadomie przekroczył dopuszczalną prędkość samochodu” o co najmniej piętnaście kilometrów na godzinę, poruszając się z prędkością udowodnioną sześćdziesięciu pięciu kilometrów na godzinę w miejscu, gdzie obowiązywało ograniczenie do pięćdziesięciu kilometrów na godzinę. W ten sposób kierowca ograniczył sobie możliwość zastosowania manewru, który pozwoliłby uniknąć wypadku. Biegły zauważył też, że „pieszy wchodząc na pasy nie do końca prawidłowo ocenił prędkość, z jaką poruszał się samochód”. Mecenas Marcin Imiołek, pełnomocnik synów zmarłego, występujących w procesie w charakterze oskarżycieli posiłkowych, zaznaczył, że kierowca „znał tę trasę i to przejście” i „przejeżdżał tamtędy kilka razy w miesiącu”, wiedział zatem, że na tym odcinku drogi „oprócz przejścia jest przystanek autobusowy, droga zwęża się, wcześniej jest kolejne przejście”, oraz że kierowca „miał bezwzględny obowiązek dostosowania prędkości do warunków”, a mimo posiadanej wiedzy nie zrobił tego. Kierowca przed sądem wyraził ubolewanie z powodu zaistniałej sytuacji, lecz nie przyznał się do winy. Stwierdził, że przy przejściu znajdowały się przeszkody ograniczające widoczność oraz że nie jechał szybko. Obrona argumentowała, że to pieszy wtargnął na jezdnię i w rezultacie sam przyczynił się do wypadku.
W lutym 2018 Sąd Rejonowy w Krakowie uznał, że kierowca umyślnie naruszył przepisy ruchu drogowego, przekraczając dopuszczalną prędkość i nieumyślnie spowodował wypadek, w którym obrażenia odniósł pieszy. W uzasadnieniu wyroku sąd wskazał, że to „pieszy w znacznej mierze przyczynił się do wypadku, bo wszedł na pasy bez właściwej oceny odległości od nadjeżdżającego i oświetlonego auta”. Kierowca podjął manewr hamowania, ale nie zdołał uniknąć potrącenia. Sąd wyeliminował z opisu czynu sformułowanie, że „kierowca podczas jazdy nienależycie obserwował drogę”. Sąd wymierzył kierowcy karę roku pozbawienia wolności w zawieszeniu na dwa lata oraz nakazał mu zapłatę po pięć tysięcy złotych zadośćuczynienia dwóm synom ofiary wypadku, obciążył go ponadto kosztami sądowymi.
Apelacje od wyroku złożyły prokuratura, która domagała się orzeczenia wobec kierowcy zakazu prowadzenia pojazdów przez rok; oraz pełnomocnik oskarżycieli posiłkowych, który wnosił, by sąd stwierdził, że Jerzy Vetulani w żaden sposób nie przyczynił się do spowodowania wypadku. We wrześniu 2018 Sąd Okręgowy zasadniczo podtrzymał wyrok sądu pierwszej instancji, dokonując jedynie drobnych korekt w treści wyroku, i oddalił obie apelacje zgodnie z wnioskiem obrony. Tym samym wyrok uprawomocnił się.

##### Ocena procesu
Dziennikarz Krzysztof Woźniak uznał orzeczoną karę za „niską”, a wyrok sądu za „oburzający”. W jego ocenie nie było to „pierwsze uzasadnienie, w którym próbuje się obwinić poszkodowanego pieszego”, a na taki stan rzeczy składały się czynniki prawne oraz społeczne: „Przez lata piesi byli traktowani jako ostatni element łańcucha drogowego (...). To wina złych przepisów drogowych, które dają pierwszeństwo pieszym [dopiero], gdy już znajdują się na przejściu dla pieszych”. Dziennikarz Łukasz Zboralski nazwał „szokującym” stwierdzenie przez sąd, że Jerzy Vetulani przyczynił się do zaistnienia wypadku.

## Poglądy

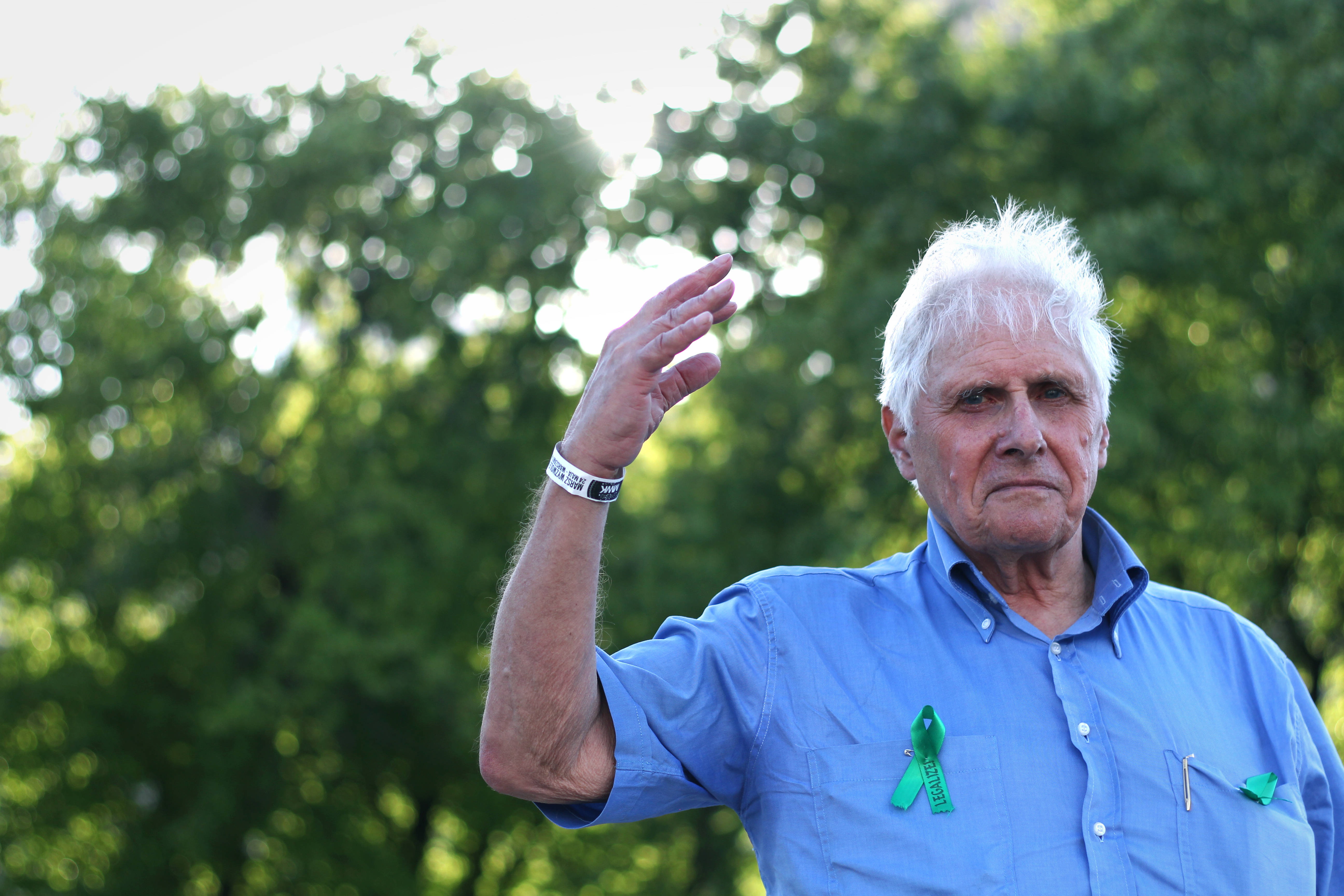
Jerzy Vetulani z przypinką z napisem „Legalize” (Zalegalizować) po Marszu Wyzwolenia Konopi w Warszawie (2014)

Jako kluczową dla kształtowania swojego światopoglądu Jerzy Vetulani wskazał książkę Desmonda Morrisa Naga małpa, z którą zetknął się podczas pobytu w Cambridge w 1967. „Dzięki niej po raz pierwszy zobaczyłem, że można podejść do człowieka jak do normalnego gatunku zwierzęcego. (...) Uświadomiłem sobie wtedy jak śmieszny jest człowiek, który jako zwierzę zamiast na czworakach chodzi na dwóch nogach. Jak my zabawnie wyglądamy, pozbawieni owłosienia niemal na całym ciele. (...) Pozbyłem się też przekonania o superwyjątkowości Homo sapiens”.
Źródło szczęścia i spełnienia życiowego, rozpatrując z perspektywy biologicznej, definiował jako unieśmiertelnienie własnych genów poprzez przekazanie ich w następne pokolenia. Często odwoływał się do słów Theodosiusa Dobzhansky’ego: Nic w biologii nie ma sensu jeśli jest rozpatrywane w oderwaniu od ewolucji. Bliska była mu filozofia utylitaryzmu Johna Stuarta Milla; „Moralne jest to, co służy zwiększaniu sumy szczęścia ludzkości. Jest tylko jeden problem – niestety nie mamy podanego sposobu sumowania owego szczęścia”.
Z Fundacji Isaaca Asimova zaczerpnął swoją dewizę: Niech nigdy zmysł moralny nie skłoni cię do podjęcia błędnej decyzji.

### Polityka
Udzielał publicznie swojego poparcia kandydatom na poszczególne urzędy publiczne. W 2010 w wyborach prezydenckich w obu turach poparł Bronisława Komorowskiego, zaś w wyborach parlamentarnych rok później Józefa Lassotę z Platformy Obywatelskiej. W wyborach do Parlamentu Europejskiego w 2014 udzielił poparcia Janowi Hartmanowi startującemu z list Europa Plus, wyrażając równocześnie solidarność z Różą Thun. Przed pierwszą turą wyborów prezydenckich w 2015 poparł Janusza Palikota, uzasadniając że „ze wszystkich wybitnych postaci w polskiej polityce największą sympatię czuje do Janusza Palikota”. W tym samym roku w wyborach parlamentarnych ponownie opowiedział się za kandydaturą Józefa Lassoty i pogratulował mu zdobycia mandatu.
W maju 2010 Jerzy Vetulani był sygnatariuszem apelu o pojednanie narodów polskiego i rosyjskiego. W tekście apelu doceniono solidarność okazaną Polakom przez Rosjan w pierwszym miesiącu po katastrofie smoleńskiej oraz zaapelowano o upamiętnienie 9 maja miejsc pochówków żołnierzy Armii Czerwonej, Rosjan i osób innych narodowości poległych na frontach II wojny światowej. Po wyborach parlamentarnych w 2015 krytykował rządy Prawa i Sprawiedliwości. Dzień wyborczego zwycięstwa PiS nazwał „ostatnim dniem wolności”. Potępił przeprowadzoną przez resort Anny Zalewskiej reformę edukacji. Wyrażał poparcie dla niektórych działań Komitetu Obrony Demokracji. Krytykował postawę rządu PiS niechętną wobec uchodźców i migrantów z Bliskiego Wschodu, którą uznał za paradoksalnie sprzeczną z katolicką nauką o miłosierdziu. W 2015 zapytany o swój ideał mężczyzny stwierdził, że „Robert Biedroń jest wzorem sympatycznego faceta, z którym można konie kraść”. W styczniu 2017 poparł protest studentek i studentów przeciwko rządom Prawa i Sprawiedliwości, w tym przeciwko „łamaniu Konstytucji, niszczeniu polskiej przyrody, reformie edukacji, upolitycznieniu mediów” i wziął czynny udział w manifestacji studenckiej na Rynku Głównym w Krakowie.
Uważał się za patriotę, a jednocześnie krytykował nacjonalizm, który w jego ocenie jest związany z nienawiścią do innych narodów. Krytykował wynikające z nacjonalizmu postawy ksenofobiczne, przejawiające się jego zdaniem np. w rozpowszechnianiu fałszywych wiadomości na temat osób uchodźczych.

### Religia

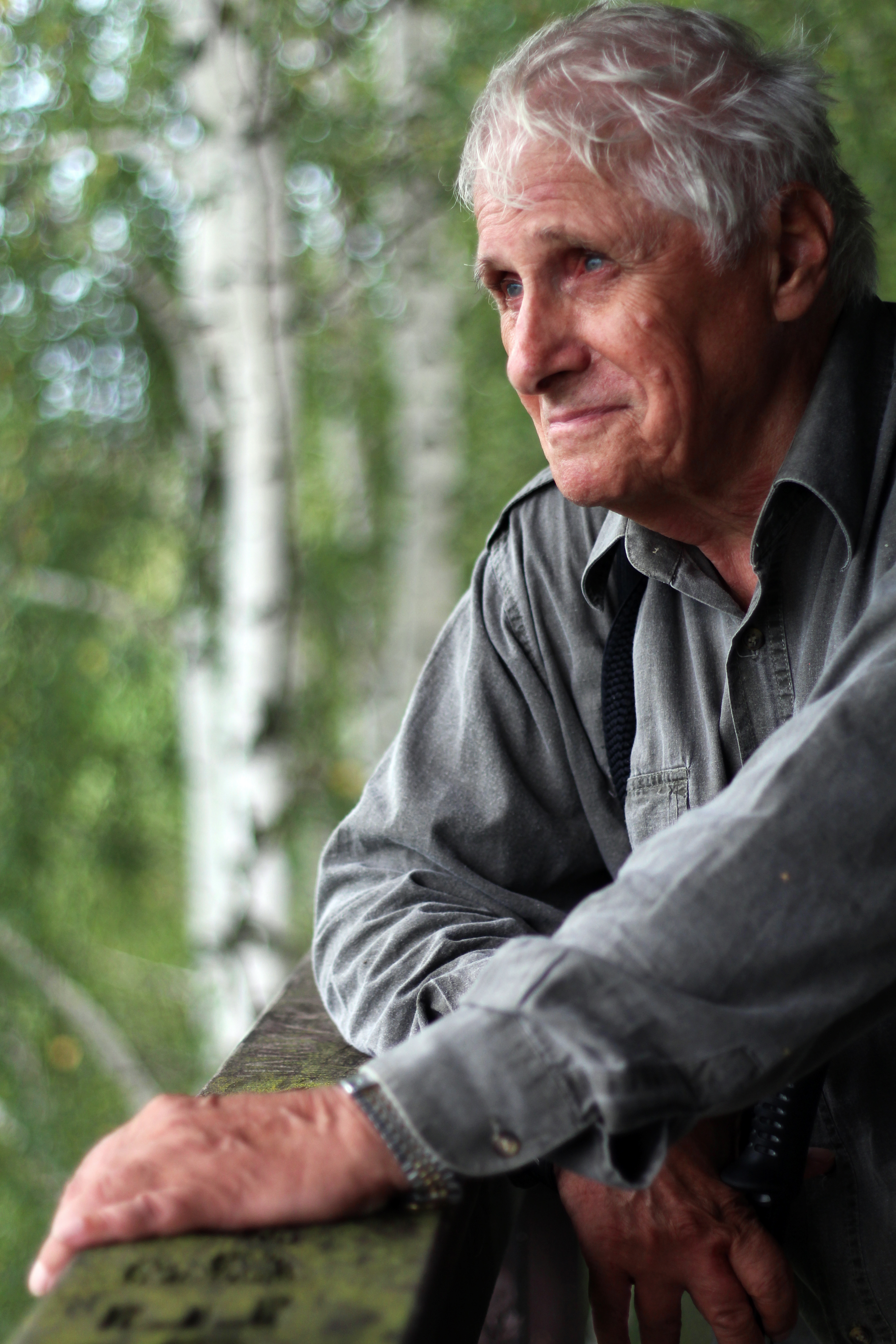
Vetulani, choć był przez całe dojrzałe życie ateistą, pozostawał przez kilkadziesiąt lat w serdecznych relacjach z Janem Pawłem II

Jerzy Vetulani był ateistą, czego publicznie nie ukrywał, nie wstydził się, mówił publicznie o swoim braku wiary w istnienie sił boskich i nie wierzył w istnienie życia pośmiertnego. W pierwszej połowie lat 60. należał i aktywnie uczestniczył w spotkaniach Stowarzyszenia Ateistów i Wolnomyślicieli. Stwierdził, że „istnienie lub nieistnienie Boga nie ma dla niego praktycznego znaczenia”, i jak ocenił, nigdy nie odczuwał potrzeby „nawracania wierzących na niewiarę”. W 2013 stwierdził, że „jest pozbawiony łaski wiary, ale nie jest wojującym ateistą”.
Jerzy Vetulani przez kilkadziesiąt lat utrzymywał serdeczną znajomość z Janem Pawłem II, którego nazwał „wybitnym człowiekiem, z którego biła niesłychana godność (...), czuło się, że jest to wielki człowiek, któremu można ufać”. Stwierdził, że lubił papieża Polaka między innymi za to, że ten nigdy nie próbował go nawracać oraz że szanuje Kościół katolicki.
Choć w niektórych wypowiedziach Jerzy Vetulani krytycznie odnosił się do działalności Richarda Dawkinsa w nurcie nowego ateizmu, po lekturze Boga urojonego stwierdził, że jest to „zachwycająca” i „zawierająca wiele interesujących opisów” książka, a Richarda Dawkinsa nazwał „jedną z najbarwniejszych postaci współczesnej nauki i filozofii”. Podzielił pogląd Dawkinsa, zgodnie z którym przewagą ateistów nad wyznawcami poglądów teistycznych jest brak strachu przed tym, co stanie się z nimi po śmierci.
W 2012 Jerzy Vetulani stanął w obronie Dody, gdy ta została skazana przez polski sąd za obrazę uczuć religijnych przez stwierdzenie, że autorzy Biblii byli „napruci winem” i „palili jakieś zioła”.

### Edukacja
Jerzy Vetulani twierdził, że dzieci powinny rozpoczynać naukę szkolną nie później niż w wieku sześciu lat. Jego komentarz na temat wieku szkolnego zamieszczony w 2016 w mediach społecznościowych wywołał szereg komentarzy i był cytowany w prasie międzynarodowej. Jerzy Vetulani napisał wówczas, że „sześciolatki niezdolne do rozpoczęcia nauki są albo niedorozwinięte, albo chore, albo leniwe, albo głupio chowane. Współczujmy rodzicom”. Za strawestowanie jego słów Ewa Wanat straciła stanowisko dyrektorki Polskiego Radia RDC. Jerzy Vetulani argumentował, że ze względu na dynamiczne zmiany zachodzące w mózgu człowieka od szóstego roku życia, zwlekanie z rozpoczęciem edukacji to marnowanie potencjału dziecka, za dobry podał przykład holenderski, gdzie przedszkole i nauka szkolna rozpoczynają się wcześniej niż w wielu innych europejskich krajach. Jerzy Vetulani wskazywał na możliwy pozytywny skutek wprowadzenia do szkół zajęć z inteligencji emocjonalnej. W 2015 poparł akcję Świecka szkoła, postulującą przeniesienie kosztów szkolnej katechezy z budżetu publicznego na związki wyznaniowe lub rodziców dzieci uczęszczających na lekcje religii.

### Prawa reprodukcyjne
Twierdził, że w zakresie dostępu do metody in vitro „ustawy powinny być tak formułowane, by zostawiały margines wolności”, zaś decyzja o ewentualnym zastosowaniu metody powinna zależeć od indywidualnej woli osoby: „Ja chcę mieć dziecko in vitro albo nie. To jest moja sprawa i nikt nie ma prawa mnie do tego przymusić”. Uważał, że decyzja o przerwaniu ciąży powinna każdorazowo pozostawać w gestii osoby w ciąży: „Kwestia jest trochę bardziej złożona przy aborcji, kiedy jeden z rodziców chce aborcji, a drugi nie. Ale w tym wypadku – kto ponosi konsekwencje? Matka. Czyli to matka powinna decydować”. Popierał i brał udział w czarnym proteście.

### LGBTQ+
Publicznie wspierał osoby LGBTQ+. W 2015 i 2017 roku wszedł w skład Komitetu Honorowego Parady Równości.

### Substancje psychoaktywne

#### Przeciw represjom

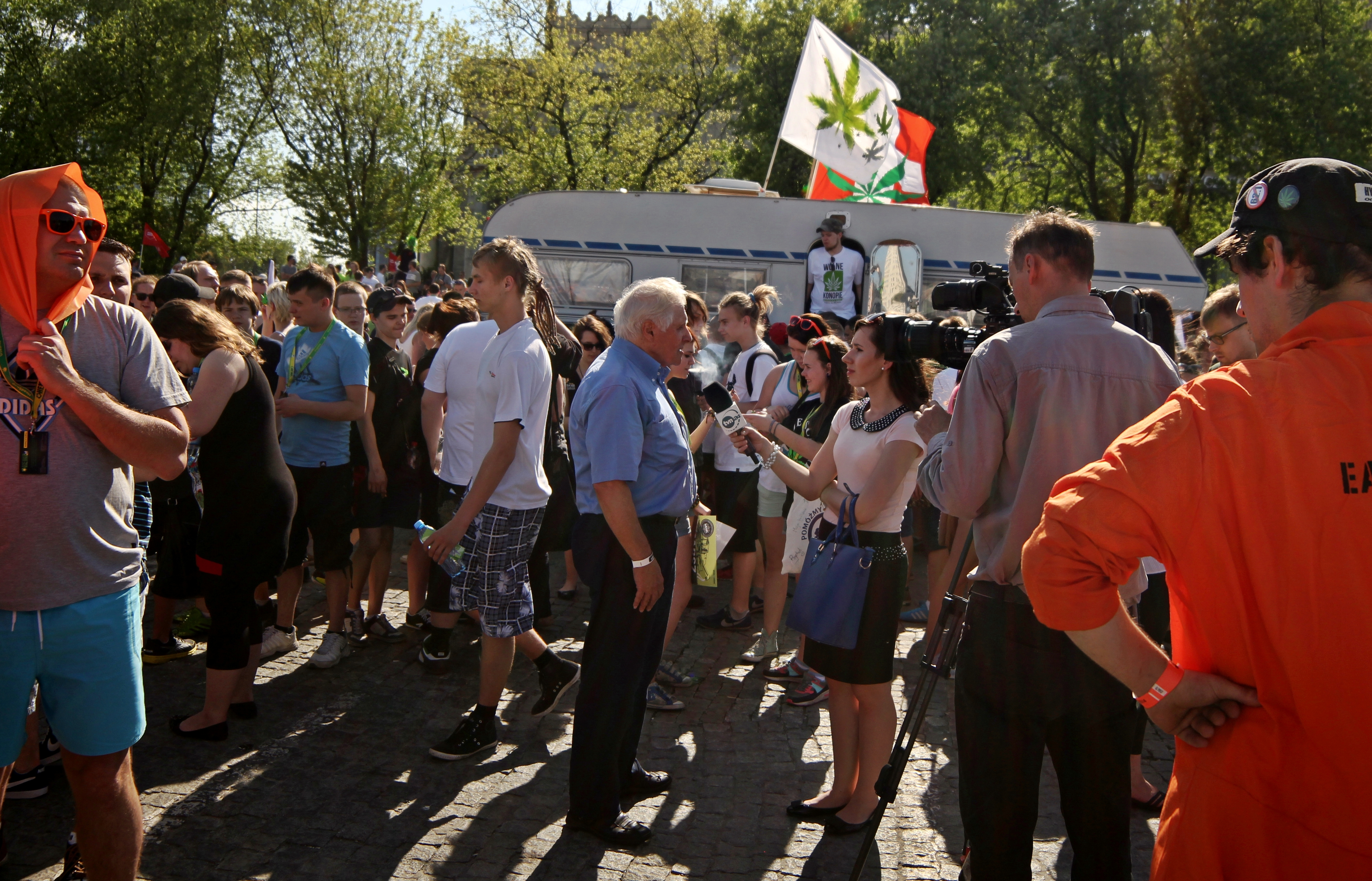
Jerzy Vetulani krytykował zakaz posiadania substancji psychoaktywnych na własny użytek, a szczególnie nielegalność marihuany. W 2014 roku wziął udział w Marszu Wyzwolenia Konopi

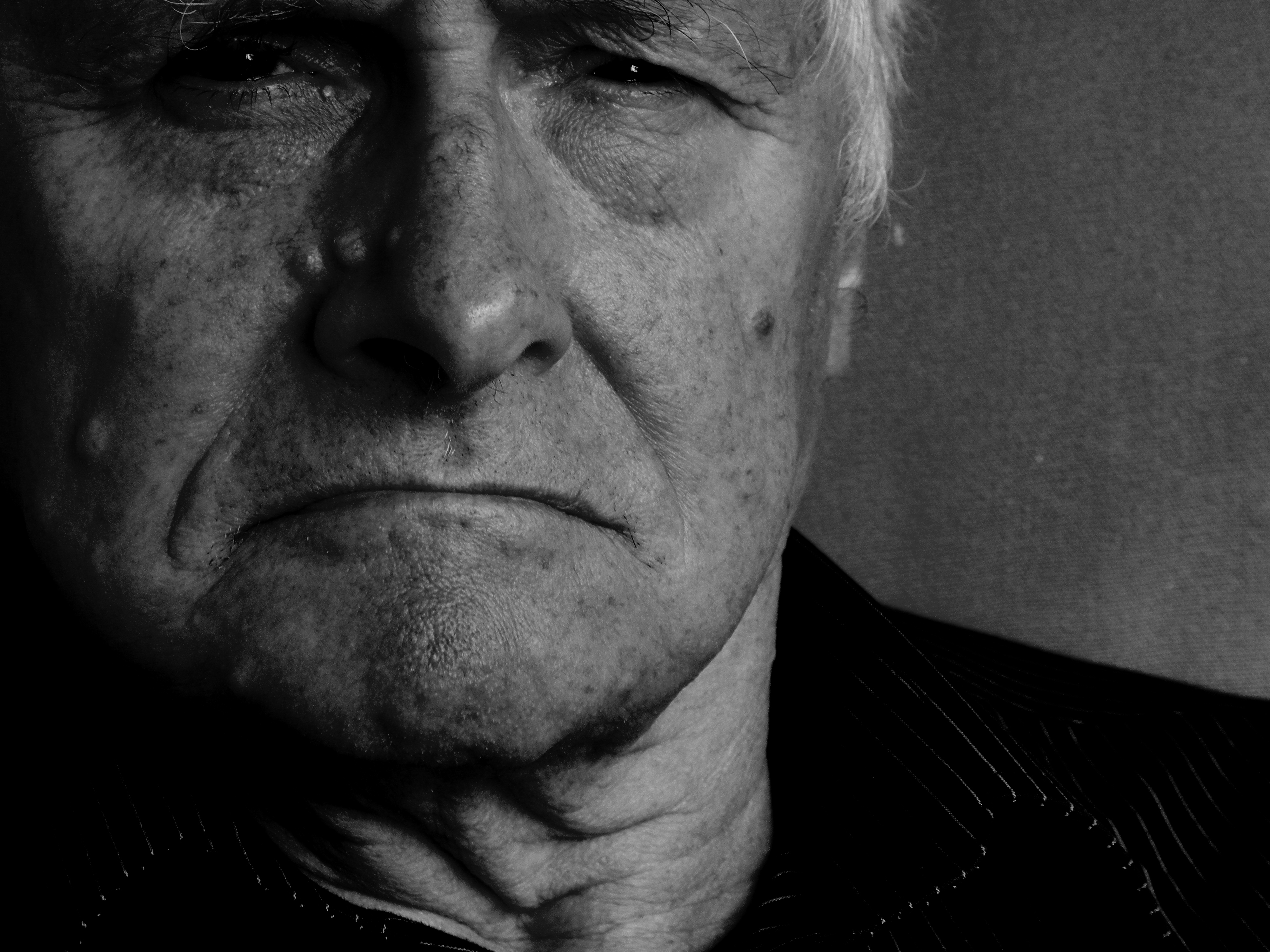
„Chciałbym żyć w społeczeństwie, w którym tak jak dziś idziemy na ciastko, które przecież też jest szkodliwe, będziemy mogli pójść do kawiarni i zapalić marihuanę.”

Jerzy Vetulani był zwolennikiem legalizacji marihuany dla osób pełnoletnich oraz szerokiej depenalizacji narkotyków. Od drugiej połowy lat 90. bronił swojego stanowiska w debatach, dyskusjach i wywiadach dla mediów. W ostatnich latach życia aktywnie działał m.in. na rzecz dopuszczenia w Polsce medycznej marihuany.
Krytykował represyjną politykę narkotykową opartą na kryminalizacji szeregu substancji psychoaktywnych i stygmatyzowaniu użytkowników tych substancji. Uważał, że zamiast polegać na kontrskutecznych metodach policyjnych, w tym mnożonych zakazach i zaostrzanych przepisach karnych, należy rzetelnie edukować społeczeństwo w kwestii narkotyków, a osobom uzależnionym okazywać empatię i nieść pomoc.
Jerzy Vetulani działał w Polskiej Sieci Polityki Narkotykowej, gdzie w latach 2013–2017 (do śmierci) był członkiem Rady Programowej, współpracując m.in. z Markiem Balickim, Krzysztofem Krajewskim, Ewą Woydyłło-Osiatyńską, Ewą Wanat i Piotrem Pacewiczem w zakresie polityki narkotykowej. Uczestniczył w szeregu konferencji, debat i warsztatów dotyczących narkopolityki i współpracował z osobami aktywistycznymi.
W kwietniu 2016 był jednym z sygnatariuszy zainicjowanego przez Drug Policy Alliance listu otwartego do Sekretarza Generalnego ONZ Ban Ki-moona, w którym wezwano do „zakończenia wojny z narkotykami”, oraz stwierdzono, że „ludzkość nie może sobie pozwolić w XXI wieku na politykę narkotykową, która jest tak nieskuteczna i przynosi efekt przeciwny do zamierzonego, jak polityka ubiegłego stulecia”.
Jerzy Vetulani określał uzależnienie jako „nieodwracalną” chorobę mózgu związaną z „zaburzeniem działania mózgowego układu nagrody”. Wskazywał na destrukcyjny dla organizmu charakter uzależnień. Jednocześnie krytykował stosowanie metod policyjnych i ściganie osób mających styczność z addyktogenami, czyli substancjami o potencjale uzależniającym, jak sam je nazywał – w kontrze do pejoratywnie nacechowanego i wieloznacznego słowa narkotyk.
Zwracał uwagę, że kary pozbawienia wolności za posiadanie narkotyków dla indywidualnych użytkowników są zbyt surowe względem społecznej szkodliwości sankcjonowanych działań, a sankcje karne stosowane wobec posiadaczy niewielkich ilości nielegalnych substancji, w szczególności umieszczanie w zakładach karnych osoby posiadające substancje na własny użytek, oraz konsekwencje wyroku takie jak brak możliwości pracy w szeregu zawodów oraz stygmatyzacja społeczna, mogą zrujnować życie wielu osobom.
Według Jerzego Vetulaniego kryminalizacja narkotyków jest szkodliwa, bo prowadzi do powstania czarnego rynku, a zażywanie znajdujących się poza jakąkolwiek formalną kontrolą (często zanieczyszczonych) substancji sprzedawanych przez dilerów jest szczególnie niebezpieczne. W takiej sytuacji należy minimalizować szkody, a najlepszą metodą na uzyskanie kontroli jakości marihuany jak i innych substancji jest ich legalizacja lub depenalizacja. Wśród dodatkowych korzyści z ograniczenia czarnego rynku wymieniał odcięcie wpływów dilerom oraz zysk dla państwa z akcyzy.
Jerzy Vetulani twierdził, że kryminalizacja substancji psychoaktywnych może przyczyniać się do zwiększenia liczby uzależnień w społeczeństwie, ponieważ zwiększony stres związany z zażywaniem nielegalnej substancji powoduje większą podatność użytkownika na uzależnienie. Dodawał, że nielegalny status zwiększa w oczach młodych użytkowników atrakcyjność narkotyków, bo widzą w nich „owoc zakazany”.
Zamiast podejścia policyjnego, Jerzy Vetulani proponował rzetelną edukację społeczeństwa w celu zniechęcania do niebezpiecznych zachowań związanych z różnymi substancjami. Jako skuteczny przykład tego typu działania wskazywał kampanię antynikotynową w Europie i Stanach Zjednoczonych w drugiej połowie XX wieku, która przyczyniła się do znacznego ograniczenia obecności papierosów i innych produktów nikotynowych w przestrzeni publicznej. Twierdził, że „dobra kontrola społeczna zażywania substancji mogących powodować uzależnienie jest skuteczniejsza od policyjnej. Pamiętamy przecież, jaki był efekt prohibicji w Ameryce”. Sprzeciwiał się „demonizacji” addyktogenów: „Czy można powiedzieć, że sam alkohol jest zły? Nie. Zły jest alkoholizm. Tak samo morfina nie jest złem, złem jest morfinizm. Zło tkwi w nas, a nie w substancji”. Postulował również empatię w stosunku do osób uzależnionych. Podkreślał, że „tacy ludzie potrzebują zarówno leczenia farmakologicznego, jak i silnego wsparcia psychicznego”.

#### Narkofobia

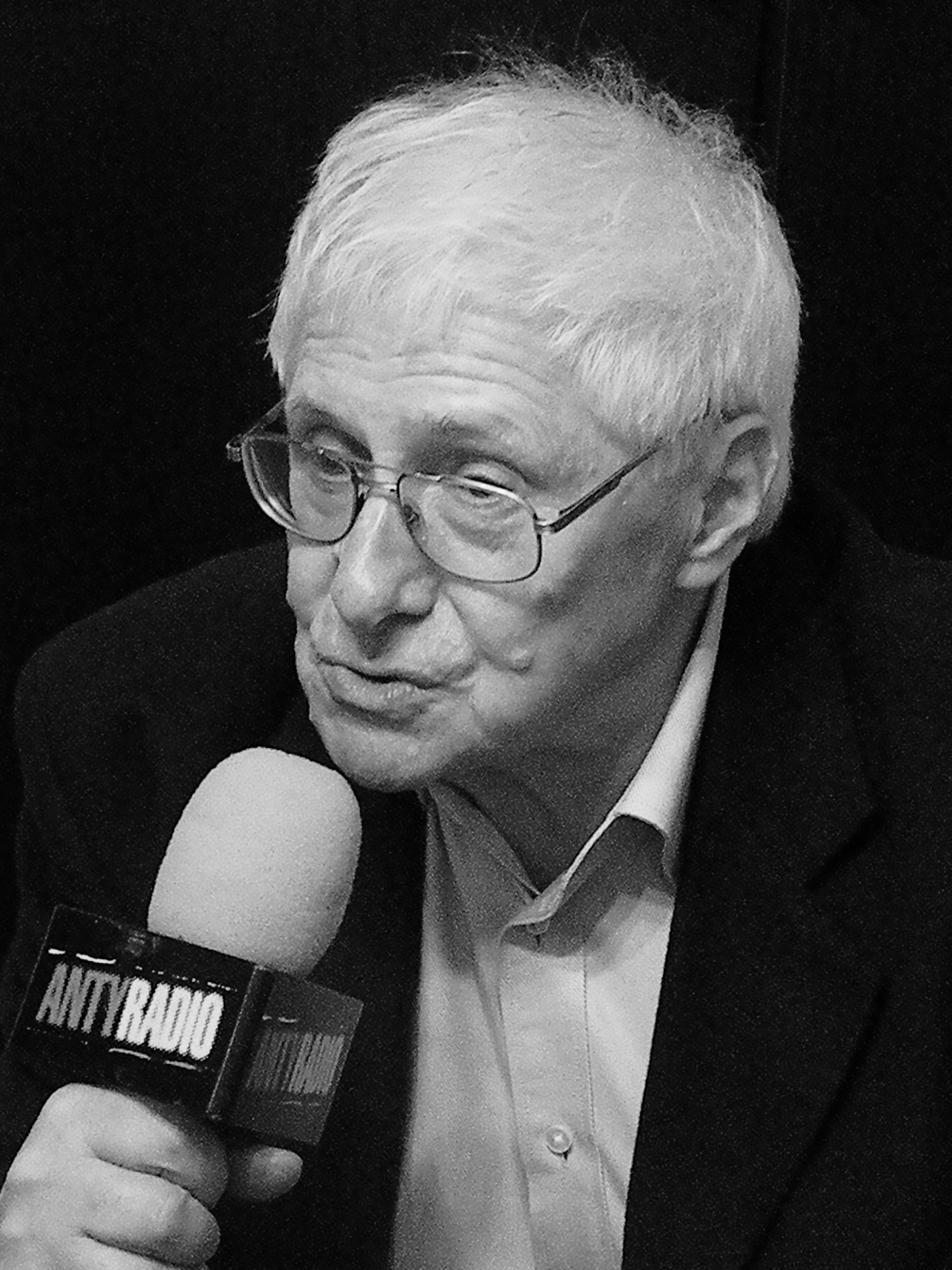
Jerzy Vetulani, 2011

Sprzeciwiał się nieuzasadnionemu w jego ocenie wyolbrzymianiu w przestrzeni publicznej i w mediach negatywnych skutków różnych substancji. Wyolbrzymianie to uważał za przejaw narkofobii, którą zaliczał do „panik moralnych”, nieproporcjonalnie silnych reakcji na zjawiska „postrzegane jako zagrażające moralności”. Twierdził, że „media w sposób (...) wypaczony pokazują liczbę wypadków” związanych z przedawkowaniem poszczególnych substancji, relacjonując relatywnie rzadko śmierci z przedawkowania np. paracetamolu, a relatywnie często śmierci z przedawkowania amfetaminy lub ecstasy, jako „medialnie widoczne” i „spektakularne”. Uważał, że narkofobia, motywująca określone społeczne represje, jest groźniejsza od skutków używania samych substancji psychoaktywnych. W jego ocenie w Polsce zaistniała na przykład „zbiorowa marihuanofobia”, podsycana przez władze.
Jerzy Vetulani zauważał, że w krajach, w których zalegalizowano lub zdekryminalizowano niektóre substancje psychoaktywne, np. w Portugalii czy niektórych stanach Stanów Zjednoczonych, nie zaobserwowano ani znaczącego spadku ani wzrostu ich użycia – skala konsumpcji nie uległa istotnej zmianie, co obala argument mówiący, że „legalizacja narkotyków prowadzi do masowej narkomanii”. Z kolei „twierdzenie, że uzależnienie od heroiny czy amfetaminy zaczyna się od marihuany” uważał za „absolutnie nieuzasadnione. Tak samo, jak wypicie butelki piwa czy kieliszka wina to nie wstęp do alkoholizmu”.
Twierdził, że przeciwnicy złagodzenia ustawy o przeciwdziałaniu narkomanii w debatach publicznych zazwyczaj poddają się emocjom, a nie opierają się na racjonalnych argumentach i rzeczowej wiedzy. Przyczyn dostrzegalnej jego zdaniem narkofobicznej postawy pewnej części społeczeństwa upatrywał w głęboko zakorzenionych względach kulturowych. Jako szerszą przyczynę „wojny z narkotykami” wskazywał bezmyślne w jego ocenie powielenie przez część państw europejskich przykładu amerykańskiego, gdzie delegalizacja marihuany w 1970 roku była spowodowana rasistowską i antyhipisowską polityką Nixona.

#### Marihuana
Jerzy Vetulani był szczególnie znany jako zwolennik legalizacji marihuany. Zwracał uwagę m.in. na jej niewielką (np. w porównaniu do alkoholu, twardego narkotyku, którego sprzedaż, regulowana przepisami, jest legalna w wielu krajach) i w ogóle wątpliwą szkodliwość, bardzo niski albo zerowy potencjał uzależniający oraz możliwość zastosowania w medycynie (np. przy bólach spastycznych, astmie, jaskrze).
Wskazywał, że w historii nie udokumentowano ani jednego przypadku śmierci z powodu przedawkowania marihuany, w związku z czym „marihuana jest bezpieczniejsza od fistaszków”: podawał statystyki, według których w Stanach Zjednoczonych około sto osób rocznie zachłystuje się fistaszkami na śmierć, natomiast nikt nigdy nie umarł z powodu używania marihuany.
W maju 2014 roku wziął udział w Marszu Wyzwolenia Konopi w Warszawie.

##### Medyczna marihuana
W ostatnich latach życia Jerzy Vetulani zaangażował się po stronie osób, którym terapie związane z używaniem preparatów z konopi dawały szansę na pozytywne efekty w leczeniu lub złagodzeniu negatywnych objawów różnych chorób. Mówił, że „podjęte ostatnimi laty w wielu ośrodkach naukowych badania nad działaniem marihuany i pochodnych pozwoliły zarysować interesujące perspektywy dla całego szeregu zastosowań przy różnych schorzeniach. (...) Po marihuanie zwiększa się apetyt, co wspiera chorego w sytuacji anoreksji i to tak przy AIDS, jak i przy wyniszczeniu nowotworowym. THC pobudzający działanie osteoblastów i hamujący osteoklasty może działać jako czynnik hamujący rozwój osteoporozy. Interesującym związkiem jest na przykład CBD, który nie zmieniając percepcji rzeczywistości, ma silne działanie psychotropowe, hamuje działania drgawkowe i szeroko stosowany jest dziś w leczeniu padaczki lekoopornej, choć niestety nie u nas”.
W 2015 roku krytykował polski parlament za niechęć i opieszałość w podejmowaniu działań w celu zwiększenia dostępności leczenia preparatami z konopi: „Marihuana ma wielki potencjał medyczny, który jest niewykorzystywany z powodu lęku przed uzależnieniem. Tymczasem odmawianie jej potrzebującym jest okrucieństwem”.
Wyraził solidarność i poparcie dla doktora Marka Bachańskiego, który zainicjował w Centrum Zdrowia Dziecka eksperymentalną terapię u grupy dzieci z padaczką lekooporną; szczególnie gdy wdrożenie terapii z wykorzystaniem środków zawierających produkty konopi stało się przyczyną bezprawnego zwolnienia Bachańskiego z CZD. W marcu 2016 Jerzy Vetulani wszedł w skład Kapituły Nagrody Radia TOK FM im. Anny Laszuk. W kolejnym miesiącu na gali wręczenia nagrody wygłosił laudację o doktorze Marku Bachańskim. Również w 2016 Jerzy Vetulani wszedł w skład Obywatelskiego Komitetu Medycznej Marihuany, który zorganizował zbiórkę podpisów pod projektem ustawy dopuszczającej w Polsce do obrotu medyczną marihuanę. Napisał wstęp do wydanej w 2016 książki Doroty Rogowskiej-Szadkowskiej Medyczna marihuana. Historia hipokryzji.

#### Tzw. „dopalacze”
W 2010 roku, kiedy w Polsce toczyła się publiczna debata na temat dopalaczy (designer drugs), a w Sejmie zgłoszono projekt ustawy antydopalaczowej, Jerzy Vetulani określił całą sytuację jako „atak histerii społecznej”. Zauważał, że dopalacze mogą być znacznie groźniejsze od narkotyków konwencjonalnych, bo często nieznany jest ich skład, w wyniku czego służby medyczne nie mogą podjąć skutecznych działań ratowniczych w przypadku zatrucia lub przedawkowania tych substancji. Jerzy Vetulani twierdził, że to delegalizacja uprzednio znanych substancji zmobilizowała podziemie narkotykowe do syntetyzowania nowych środków i w konsekwencji przyczyniła się rozwoju rynku dopalaczy.

## Publikacje
Jerzy Vetulani opublikował jako autor lub współautor ponad dwieście czterdzieści oryginalnych prac badawczych w recenzowanych czasopismach naukowych, z których sześć zostało uznanych przez International Science Index za publikacje słynne (famous or classical paper). Jego prace były cytowane łącznie 4698 razy, a jego indeks Hirscha wyniósł 32. To ulokowało Vetulaniego w pierwszej dziesiątce najczęściej cytowanych polskich uczonych w dziedzinie biomedycyny po 1965.
Znalazł się w opublikowanym w październiku 2020 rankingu uwzględniającym niemal 160 tys. (2%) najlepszych naukowców na świecie, gdzie został sklasyfikowany na 118.412 pozycji. Ranking oceniał dorobek naukowy na podstawie indeksu bibliometrycznego z uwzględnieniem indeksu Hirscha, liczby cytowań, Impact Factor, miejsca i roli na liście autorów. Jerzy Vetulani znalazł się w opublikowanej w październiku 2021 aktualizacji tego rankingu, gdzie został uplasowany na 124.417 pozycji.
Jerzy Vetulani opublikował ponadto około stu prac poglądowych, dwadzieścia osiem rozdziałów w książkach, ponad trzysta abstraktów zjazdowych, kilkaset tekstów popularnonaukowych, w tym: ponad dwieście dwadzieścia drobnych notatek naukowych pod pseudonimem J. Latini, kilkaset artykułów, felietonów, autoryzowanych wywiadów popularnonaukowych oraz kilkadziesiąt wpisów na blogu. Był autorem, współautorem lub redaktorem kilkunastu książek, w tym kilku bestsellerowych książek popularnonaukowych.
„Neuroerotyka. Rozmowy o seksie i nie tylko” zawiera osiem wywiadów, których badacz udzielił Marii Mazurek, skonstruowanych zgodnie z chronologicznym biegiem ludzkiego życia.

### Oryginalne prace w czasopismach (wybrane)
- Vetulani J, Sulser F. Action of various antidepressant treatments reduces reactivity of noradrenergic cyclic AMP-generating system in limbic forebrain. „Nature”. 257 (5526), s. 495–496, 1975. DOI: 10.1038/257495a0. PMID: 170534.
- Vetulani J, Bednarczyk B. Depression by clonidine of shaking behaviour elicited by nalorphine in morphine-dependent rats. „Journal of Pharmacy and Pharmacology”. 29 (1), s. 567–569, 1977. DOI: 10.1111/j.2042-7158.1977.tb11401.x. PMID: 21267.

Praca dotyczyła odkrycia, że klonidyna hamuje zespół odstawienia po morfinie. W pracy autorzy zasugerowali, że efekt ten może być wykorzystany klinicznie.
- Nalepa I, Vetulani J. Involvement of Protein Kinase C in the Mechanism of in Vitro Effects of Imipramine on Generation of Second Messengers by Noradrenaline in Cerebral Cortical Slices of the Rat Neuroscience. „Neuroscience”. 44 (3), s. 585–590, 1991. PMID: 1661384.

Praca napisana wspólnie z Ireną Nalepą dotyczyła roli kinazy białkowej C (PKC) w dialogu receptorowym pomiędzy adrenoceptorami α i β.
- Vetulani J, Antkiewicz-Michaluk L, Nalepa I, Sansone M. A Possible Physiological Role for Cerebral Tetrahydroisoquinolines. „Neurotoxicity Research”. 5 (1), s. 147–155, 2003. DOI: 10.1007/BF03033379.
- Antkiewicz-Michaluk L, Lazarewicz JW, Patsenka A, Kajta M, Zieminska E, Salinska E, Wasik A, Golembiowska K, Vetulani J. The Mechanism of 1,2,3,4-Tetrahydroisoquinolines Neuroprotection: the Importance of Free Radicals Scavenging Properties and Inhibition of Glutamate-Induced Excitotoxicity. „Journal of Neurochemistry”. 97 (3), s. 846–856, 2006. DOI: 10.1111/j.1471-4159.2006.03756.x. PMID: 16515537.

### Monografie i broszury
- Półprzewodniki organiczne; wraz z Krzysztofem Pigoniem i Kazimierzem Gumińskim, Wydawnictwa Naukowo-Techniczne, 1964[ad];
- Narkotyki bez dydaktyki; bezpłatny dodatek do tygodnika Polityka, 2006[271].

### Redakcja
- Teoria a praktyka leczenia depresji, Wydawnictwo Collegium Medicum UJ, 1996;
- Farmakoterapia depresji – współczesne podstawy teoretyczne i doświadczenia kliniczne; wraz z Januszem Heitzmanem, Wydawnictwo Termedia, 2012.

### Książki popularnonaukowe

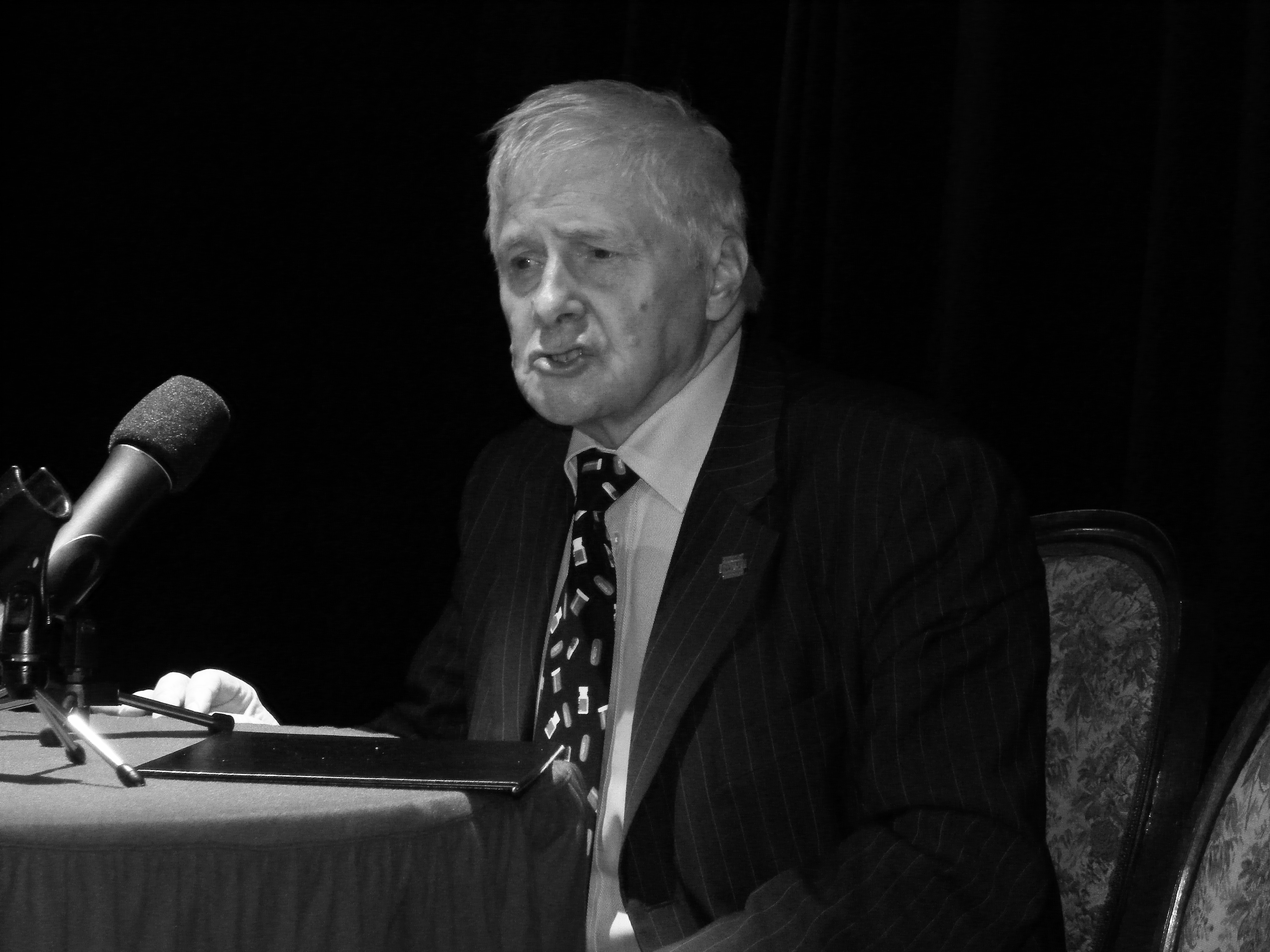
Jerzy Vetulani był autorem szeregu książek popularnonaukowych, w tym kilku bestselerów. Otrzymał m.in. Nagrodę Krakowska Książka Miesiąca za Mózg: fascynacje, problemy, tajemnice (2011)

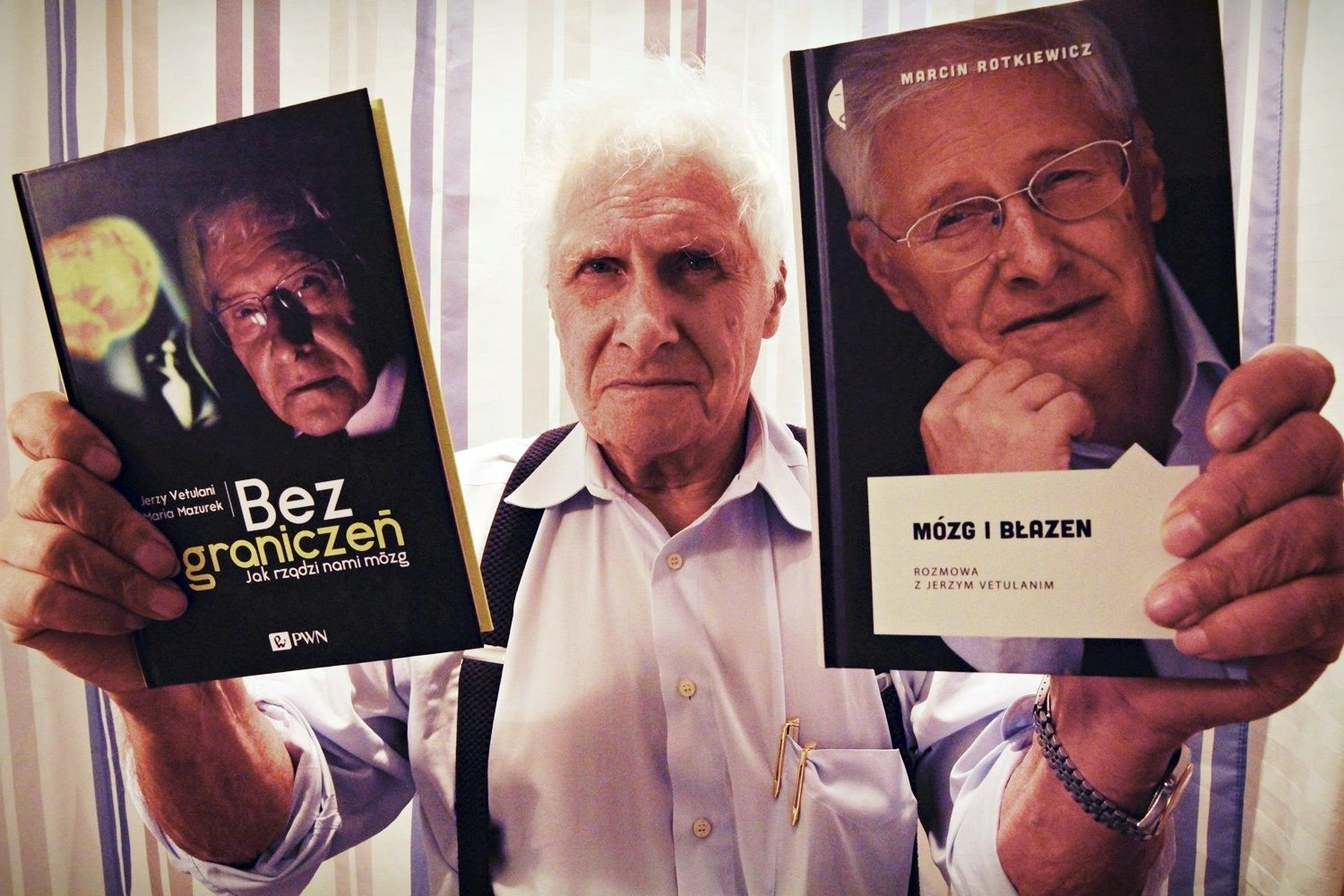
Jerzy Vetulani (2015)

- Dzień dzisiejszy i jutro neurobiologii, Zakład Narodowy im. Ossolińskich, 1985;
- Jak usprawnić pamięć, Wydawnictwo Platan, 1993[ae];
- Mózg: fascynacje, problemy, tajemnice, Wydawnictwo Homini, 2010[274];

Nagroda Krakowska Książka Miesiąca.
- Piękno neurobiologii, Wydawnictwo Homini, 2011[af];
- Bez ograniczeń. Jak rządzi nami mózg; wraz z Marią Mazurek, PWN, 2015[279];

Wyróżnienie „Książka i Róża” marszałka województwa małopolskiego, Nagroda „Książka dla Trenera” 2015 w kategorii „Autor polski” przyznana przez Polskie Towarzystwo Trenerów Biznesu i Administracji Publicznej.
- A w konopiach strach; wraz z Marią Mazurek, PWN, 2016[ag];
- Sen Alicji, czyli jak działa mózg; wraz z Marią Mazurek, ilustracje autorstwa Marcina Wierzchowskiego, Mando Wydawnictwo WAM, wyd. pośmiertnie, 2017[ah];

Nagroda „Mądra Książka Roku” dla najlepszej popularnonaukowej książki roku od Uniwersytetu Jagiellońskiego i Fundacji Popularyzacji Nauki im. Euklidesa (nagroda społeczności akademickiej UJ oraz nagroda internautów).
- Neuroerotyka. Rozmowy o seksie i nie tylko; wraz z Marią Mazurek, Wydawnictwo Znak, wyd. pośmiertnie, 2018[ai].

### Wywiady rzeki
- Mózg i błazen, w rozmowie z Marcinem Rotkiewiczem, Wydawnictwo Czarne, 2015[aj][286][287];
- Ćwiczenia duszy, rozciąganie mózgu, w rozmowie z ks. Grzegorzem Strzelczykiem, red. Michał Jędrzejek, Wydawnictwo Znak, 2017.

### Tłumaczenia
- Carlton K. Erickson, Nauka o uzależnieniach. Od neurobiologii do skutecznych metod leczenia, Wydawnictwo Uniwersytetu Warszawskiego, 2010.

## Nagrody

### Nagrody naukowe
- Nagroda Sekretarza Naukowego PAN (zespołowa, dwukrotnie; 1972, 1977)[32][44]
- Nagroda Wydziału Medycznego PAN (jako kierownik zespołu, trzykrotnie; 1982, 1986, 1992)[32][44]
- Nagroda Anna-Monika II klasy (1983)[24][32][44][99]
- Nagroda Naukowa im. Mikołaja Kopernika, wraz z Lucyną Antkiewicz-Michaluk (1996) za opublikowany w latach 1990-1994 cykl 12 prac dotyczących modyfikacji działania leków neurotropowych przez antagonistów kanału wapniowego[32][44][288]
- Nagroda im. Jerzego Konorskiego przyznana przez Polskie Towarzystwo Badań Układu Nerwowego (2001)[32][44]
- Nagroda Prezesa Rady Ministrów za całokształt dorobku naukowego (2003)[32][44]
- Medal Jędrzeja Śniadeckiego przyznany przez Wydział Nauk Medycznych PAN za całokształt osiągnięć badawczych z dziedziny psychofarmakologii (2006)[289][24][44]

### Doktoraty honorowe
- Doktor honoris causa Śląskiej Akademii Medycznej (2004)[ak][32][290]
- Doktor honoris causa Uniwersytetu Medycznego w Łodzi (2008)[al][291][292]

### Członkostwa honorowe
- Członkostwo honorowe Indian Academy of Neurosciences (1988)[32]
- Członkostwo honorowe Polskiego Towarzystwa Przyrodników im. Kopernika (1996)[32]
- Członkostwo honorowe Polskiego Towarzystwa Badań Układu Nerwowego (2007)[293]
- Członkostwo honorowe Oxford Neurological Society (2017)[294]

### Ordery i odznaczenia
- Medal 40-lecia Polski Ludowej (1984)
- Złota Odznaka za Zasługi dla Ziemi Krakowskiej przyznana przez Prezydium Rady Narodowej Miasta Krakowa (1988)
- Złoty Krzyż Zasługi (1990)
- Krzyż Kawalerski Orderu Odrodzenia Polski za „wybitne zasługi dla nauki polskiej w dziedzinie farmakologii” (2004)[295]
- Odznaka „Honoris Gratia” (2009)
- Medal za Długoletnie Pożycie Małżeńskie (2014)[51]

### Odznaki okolicznościowe
- Medal 25-lecia PAN (1984)

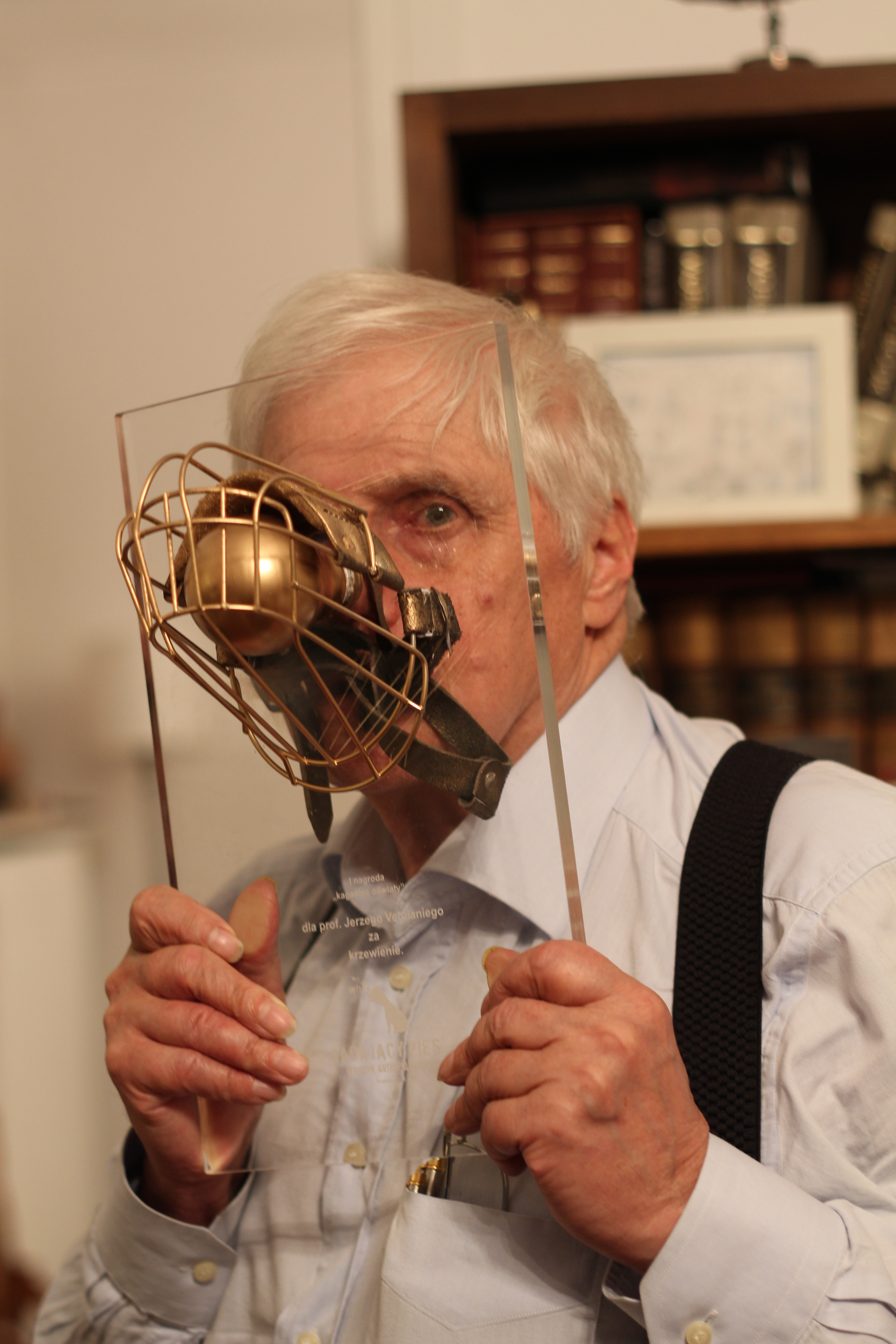
Jerzy Vetulani z nagrodą Kaganiec Oświaty od redakcji Gadającego Psa (2014)

- Srebrna Odznaka Polskiego Towarzystwa Przyrodników im. Kopernika (1984)
- Medal Pamiątkowy Instytutu Farmakologii PAN (1984)[100]
- Złota Odznaka Polskiego Towarzystwa Przyrodników im. Kopernika (1986)
- Odznaka Centrum Kultury Żydowskiej – Fundacji Judaica w Krakowie (2007)

### Nagrody literackie
- Nagroda Krakowska Książka Miesiąca za Mózg: fascynacje, problemy, tajemnice (styczeń 2011)[275]
- Wyróżnienie „Książka i Róża” marszałka województwa małopolskiego za Bez ograniczeń. Jak rządzi nami mózg (2016)[1]
- Nagroda „Mądra Książka Roku” dla najlepszej popularnonaukowej książki roku od Uniwersytetu Jagiellońskiego i Fundacji Popularyzacji Nauki im. Euklidesa za Sen Alicji, czyli jak działa mózg (pośmiertnie, 2018)[281]

### Nagrody za działalność społeczną i popularnonaukową

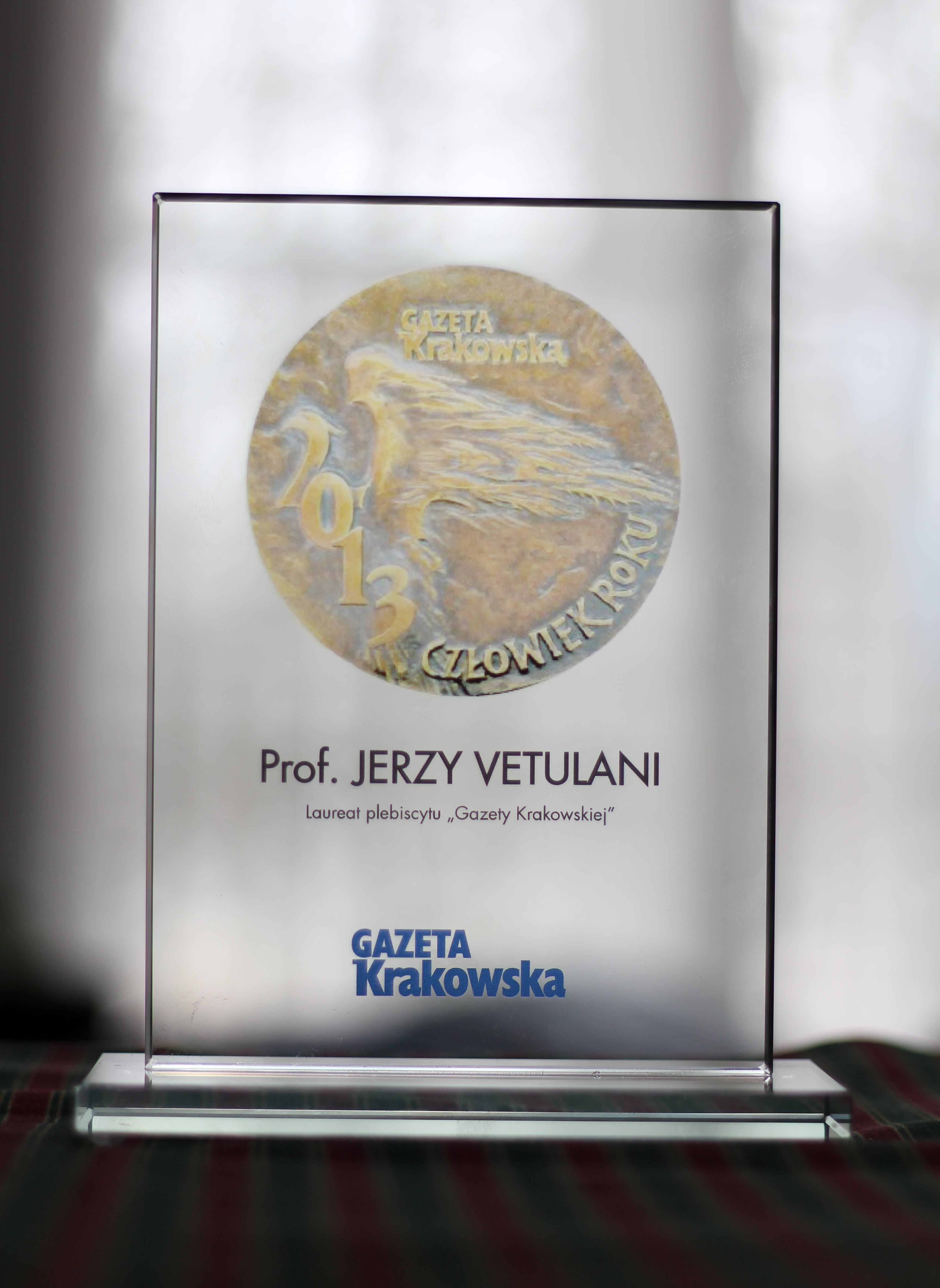
Nagroda Człowieka Roku Gazety Krakowskiej dla Jerzego Vetulaniego (2014)

- Nagroda im. Zbyszka Thiellego przyznana przez Polską Sieci Polityki Narkotykowej za „bezkompromisowe wsparcie swym autorytetem naukowym działań na rzecz humanizacji polskiej polityki narkotykowej, za postawę pełną głębokiego zrozumienia problemów osób używających substancji psychoaktywnych i uzależnionych od nich, za pracę i działania na rzecz wprowadzenia medycznej cannabis oraz obronę praw obywatelskich jej użytkowników” (2011)[296][297]
- Nagroda Racjonalista Roku 2011 Polskiego Stowarzyszenia Racjonalistów za „konsekwentne pobudzanie neuronów nie tylko własnych, ale i cudzych”(2012)[am][298]
- Nagroda specjalna VIII edycji konkursu „Popularyzator Nauki” organizowanego przez Ministerstwo Nauki i Szkolnictwa Wyższego oraz PAP za całokształt działalności popularyzatorskiej; uzasadniono, iż uczony „przybliża odbiorcom nie tylko najnowsze odkrycia neurobiologów, ale również ważne społecznie wnioski, jakie z tych badań płyną” (2012)[299]
- Nagroda „Kaganiec Oświaty” przyznana przez redakcję pisma mówionego Gadający Pies „za krzewienie” (2014)[300][125]
- Człowiek Roku 2013 Gazety Krakowskiej za „niestrudzoną popularyzację nauki i pomoc w poznawaniu mózgu przy pomocy mózgu” (2014)[301]
- Nagroda „Sztuka życia” Fundacji Świat ma Sens (2015)[302]
- ICIE (International Center for Innovation in Education) Award for Creativity (2015)[125] ;
- Nagroda „Złotej Synapsy” Kongresu Psychiatria Medforum w Wiśle (2016)[303]
- Nagroda Most Starosty od starosty gorlickiego (2016)[304]
- Wyróżnienie specjalne w plebiscycie „Lekarz Małopolski 2016” organizowanym przez Gazetę Krakowską (2016)[305]
- Medal „Dziękujemy za Wolność” Stowarzyszenia Sieć Solidarności (pośmiertnie, 2017)[306]

## Spuścizna

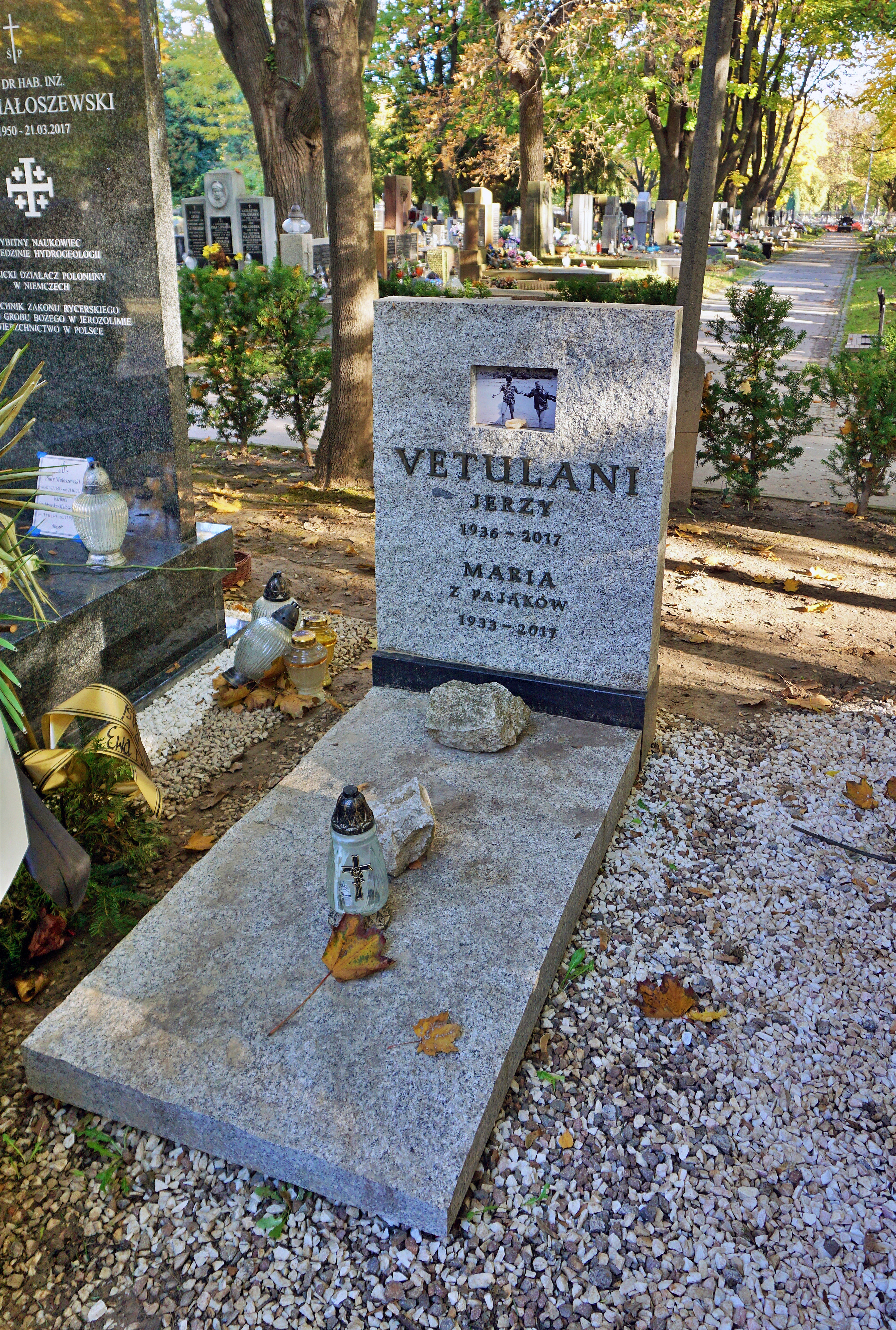
Grób Jerzego i Marii Vetulanich w alei zasłużonych na cmentarzu Rakowickim w Krakowie

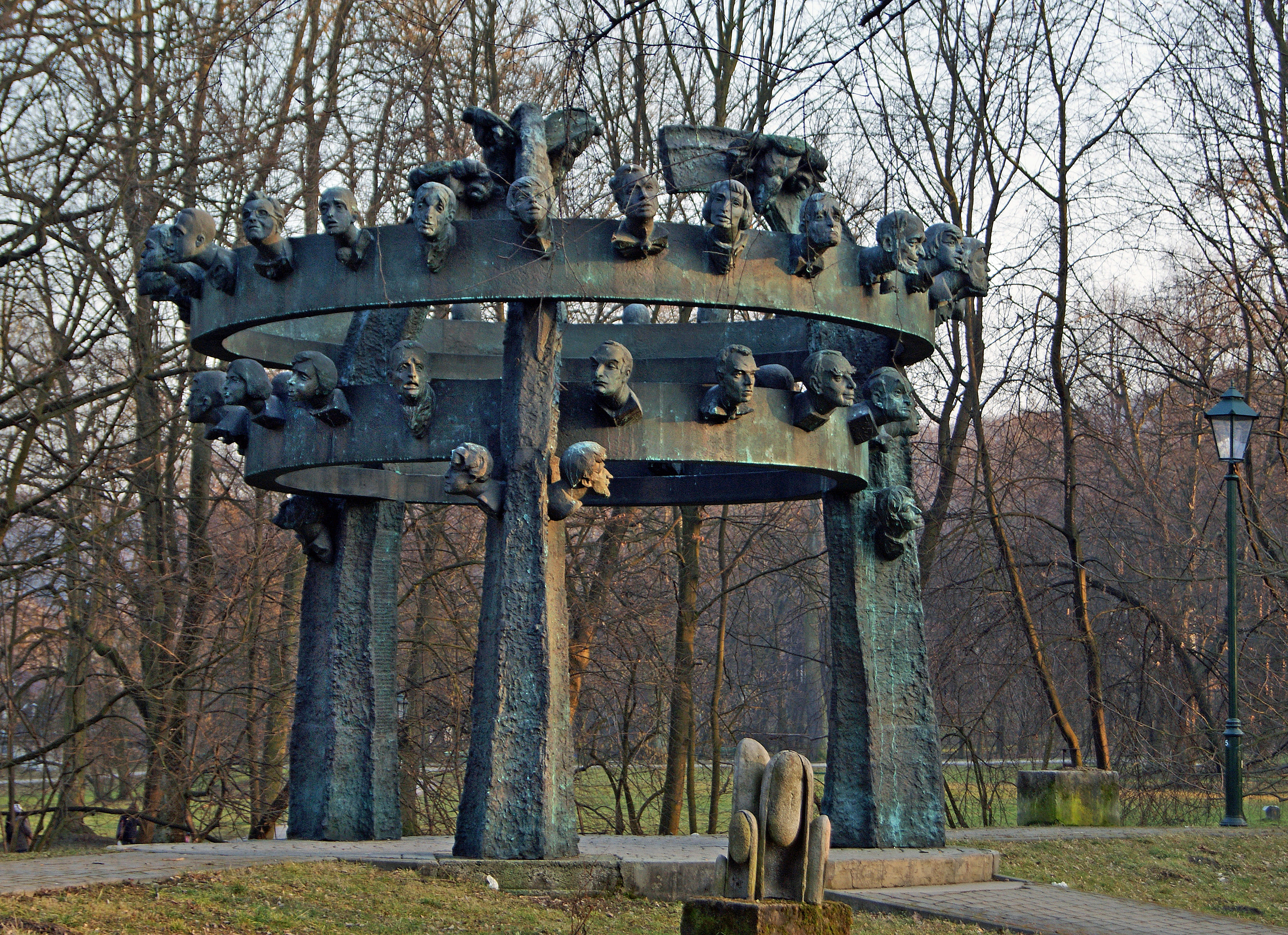
Jerzy Vetulani został upamiętniony na Pomniku Piwnicy pod Baranami dłuta Bronisława Chromego w Parku Decjusza w Krakowie

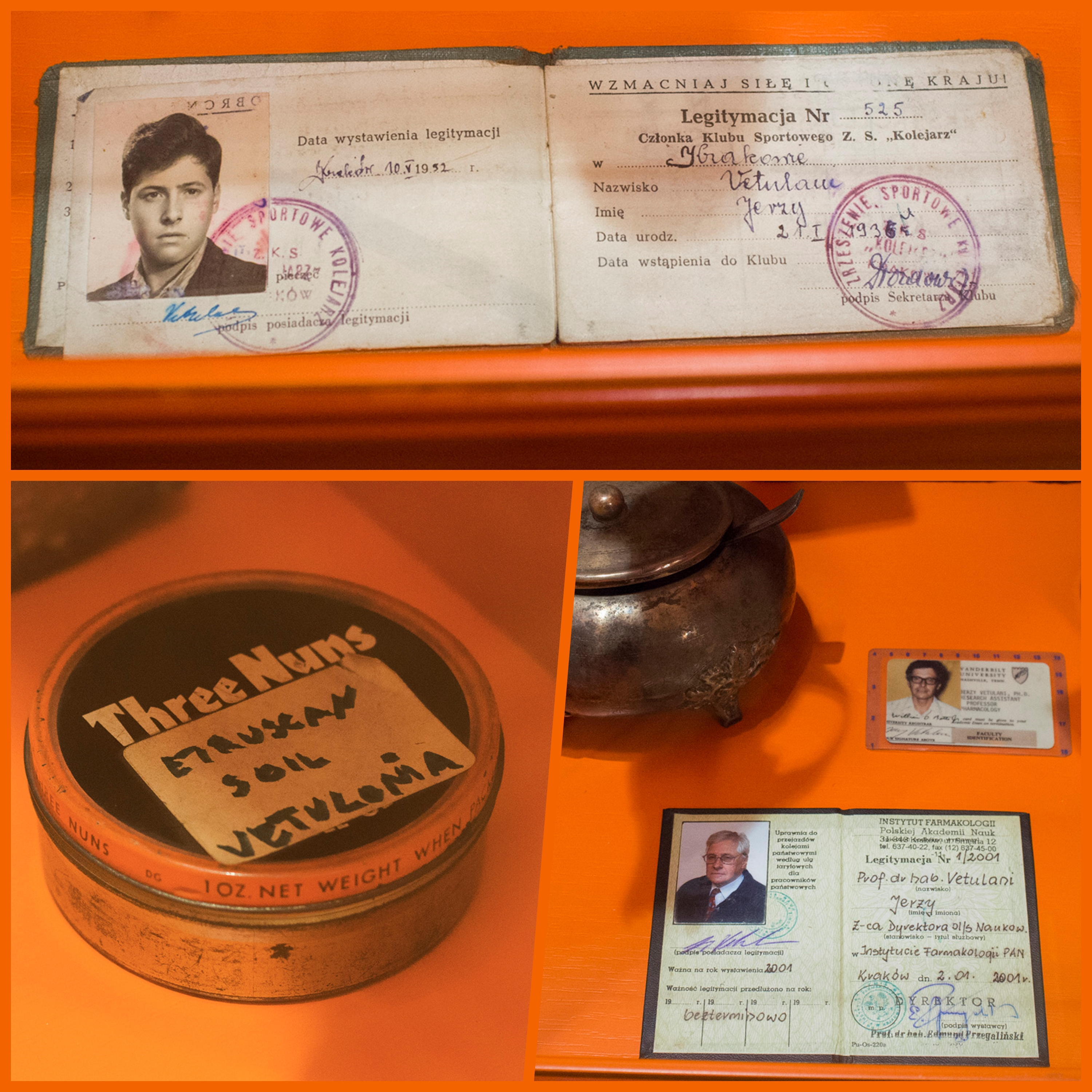
Wystawa o Jerzym Vetulanim w Muzeum Krakowa, w Pałacu pod Krzysztofory (2022), kolaż

Jerzy Vetulani udzielił wywiadów wspomnieniowych do projektu „Pamięć Uniwersytetu” realizowanego przez Macieja Zborka z Archiwum Uniwersytetu Jagiellońskiego. Część spuścizny oraz archiwum Jerzego Vetulaniego została przekazana do Archiwum Nauki PAN i PAU w Krakowie.
Sfilmowana wypowiedź Jerzego Vetulaniego o jego historii z czasu nazistowskiej okupacji Krakowa znajduje się na wystawie stałej w Fabryce Emalia Oskara Schindlera, oddziale Muzeum Historycznego Miasta Krakowa.

### Upamiętnienie
Nazwisko Jerzego Vetulaniego znalazło się na odsłoniętym w 2000 roku pomniku Piwnicy pod Baranami autorstwa Bronisława Chromego w krakowskim Parku Decjusza. Iwona Siwek-Front w 2017 roku zadedykowała Jerzemu Vetulaniemu swoją wystawę Baba lukrowana swobodna w Małopolskim Ogrodzie Sztuki.
W przeciągu roku od śmierci Jerzego Vetulaniego sesje poświęcone jego pamięci zorganizowały Polska Akademia Umiejętności i Urząd Miasta Krakowa. W 2017, w okolicy święta zmarłych znicze na jego grobie złożyli prezydent Krakowa Jacek Majchrowski oraz Przewodniczący Rady Miasta Krakowa Bogusław Kośmider. Pamięci Jerzego Vetulaniego został poświęcony cykl wykładów i spotkań Rozmowy o człowieku, organizowany od października 2017 w Krakowie przez Dominikę Dudek, odbywający się początkowo w kawiarni De Revolutionibus, a od stycznia 2018 roku w auli Polskiej Akademii Umiejętności. Pamięci Jerzego Vetulaniego zostały poświęcone XXIII Konferencja Szkoleniowo-Naukowa z cyklu Farmakoterapia, Psychoterapia i Rehabilitacja Zaburzeń Afektywnych w Zakopanem w dniach 2–3 marca 2018, Tydzień Mózgu w Krakowie w dniach 12–18 marca 2018 oraz spotkanie w Centrum Kultury Żydowskiej w Krakowie w grudniu 2018.
W kwietniu 2019, dla uczczenia drugiej rocznicy śmierci Jerzego Vetulaniego, Urząd Miasta Krakowa zorganizował poświęcony jego pamięci Festiwal Wolnej Myśli. Wśród zaproszonych mówczyń i mówców festiwalu byli m.in. Paweł Białek, Andrzej Kotarba, Cecylia Malik, Maria Peszek i Jan Woleński. W kwietniu 2022, w związku z piątą rocznicą śmierci Jerzego Vetulaniego, w Pałacu „Pod Krzysztofory”, oddziale Muzeum Krakowa na wystawie stałej Kraków od początku, bez końca umieszczono czasowo eksponaty związane z Jerzym Vetulanim, w tym osobiste pamiątki po nim oraz dwa obrazy portretowa autorstwa Mikołaja Dąbrowskiego i Iwony Siwek-Front. 14 kwietnia 2022 w sali Baltazara Fontany w Pałacu „Pod Krzysztofory” odbyło się spotkanie wspomnieniowe poświęcone Jerzemu Vetulaniemu. W maju 2023 na targach Kanabafest w Katowicach znalazła się Strefa Edukacyjna imienia profesora Jerzego Vetulaniego.

### Odniesienia w kulturze

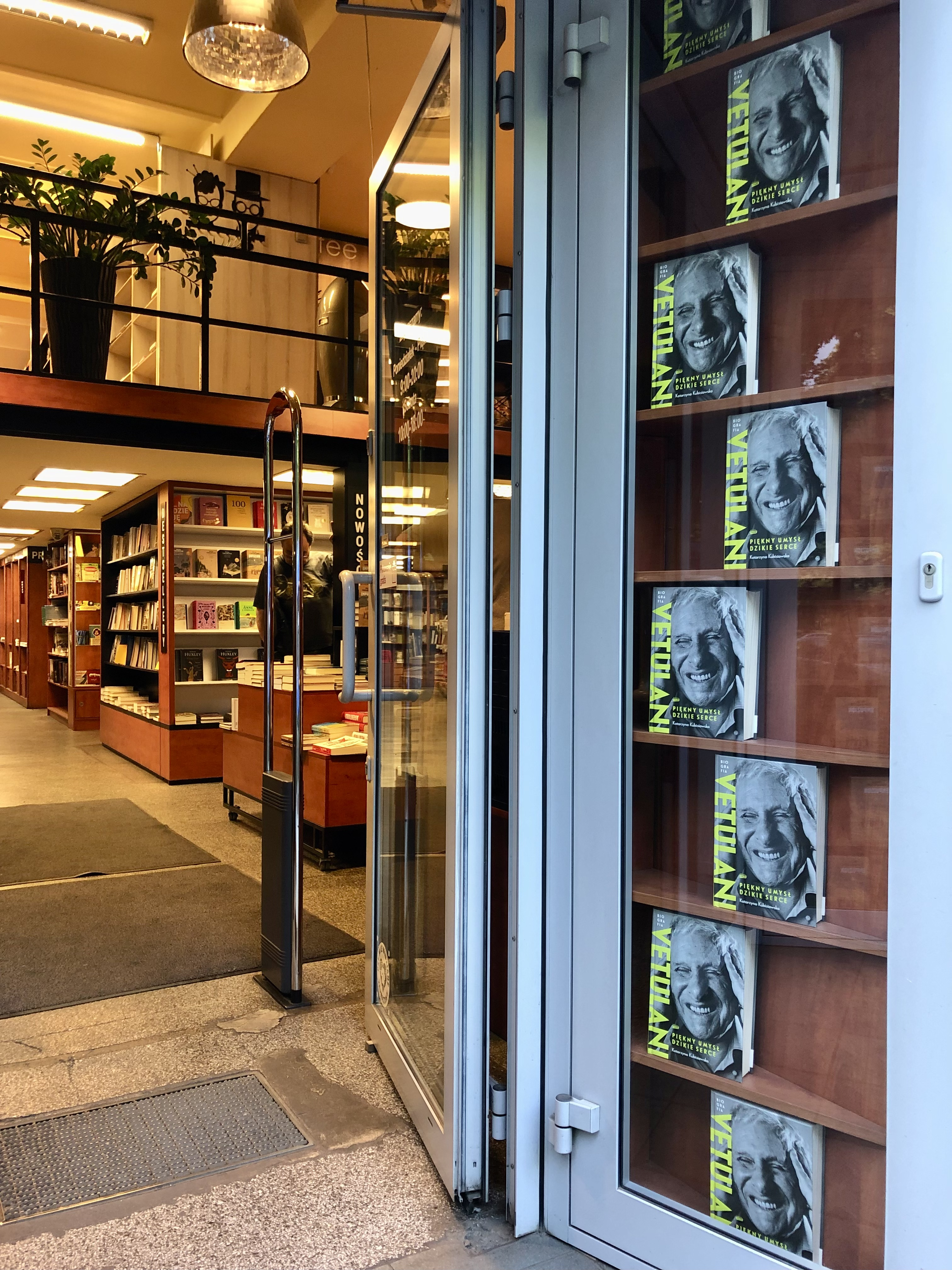
Książka biograficzna Vetulani. Piękny umysł, dzikie serce autorstwa Katarzyny Kubisiowskiej w witrynie Głównej Księgarni Naukowej w Krakowie

Na wystawie Ojczyzna w sztuce, otwartej w Muzeum Sztuki Współczesnej MOCAK w Krakowie w kwietniu 2018 roku, znalazł się fotograficzny portret Jerzego Vetulaniego autorstwa Aleksandra Janickiego. Nagranie wypowiedzi oraz wizerunek naukowca zostały włączone do spektaklu Polacy wyjaśniają świat – premiera miała miejsce 20 września 2018 w Nowym Teatrze w Warszawie. Wideoart Michała Sosny z udziałem Jerzego Vetulaniego znalazł się wśród prac pokazanych na Krakowskim Salonie Sztuki w Pałacu Sztuki w październiku 2018. Nazwisko Jerzego Vetulaniego znalazło się na opublikowanej w 2017 przez miesięcznik Nasza historia liście 100. Polaków, którzy wpłynęli na losy świata (został na niej sklasyfikowany na 99. pozycji). Jerzy Vetulani jest pierwowzorem postaci Doktora z jednego z opowiadań opublikowanych w zbiorze Jana Nowickiego Spotkania w Raju, wydanego w 2020. W pierwszej połowie 2022 raper Quebonafide podpisał swoje profile w portalach Instagram i Snapchat pseudonimem „vetulani”, co odebrano jako potencjalne nawiązanie do Jerzego Vetulaniego.

### Publikacje o Jerzym Vetulanim
Wydana w listopadzie 2017 przez Mando Wydawnictwo WAM książka Prezes Sekcji Geniuszy. Portret Jerzego Vetulaniego Julii Kalęby stanowi luźny zbiór anegdot z życia Jerzego Vetulaniego. Książka biograficzna o Jerzym Vetulanim autorstwa Katarzyny Kubisiowskiej, Vetulani. Piękny umysł, dzikie serce, została wydana przez Wydawnictwo Znak w kwietniu 2022.

## Rodzina
Rodzina Vetulanich
|  |  |                    |                    |                    |                    |                    |                    |  |  |              |              |              |              |                    |                    |                    |                    | Michał Vetulani    | Michał Vetulani    | Michał Vetulani | Michał Vetulani | Michał Vetulani  | Michał Vetulani  |                  |                  | Franciszka Śliwińska | Franciszka Śliwińska | Franciszka Śliwińska | Franciszka Śliwińska | Franciszka Śliwińska | Franciszka Śliwińska |                           |                           |                           |                           |                           |                           |                      |                      |                                 |                                 |                                 |                                 |                                 |                                 |  |  |                            |                            |                            |                            |                            |                            |               |               |                |                |                    |                    |                    |                    |                    |                    |                 |                 |                 |                 |                 |                 |                |                |  |  |                 |                 |                     |                     |                     |                     |                     |                     |                         |                         |                                |                                |                                |                                |                                |                                |                  |                  |                  |                  |                  |                  |  |  |  |  |  |  |  |  |  |  |
|  |  |                    |                    |                    |                    |                    |                    |  |  |              |              |              |              |                    |                    |                    |                    | Michał Vetulani    | Michał Vetulani    | Michał Vetulani | Michał Vetulani | Michał Vetulani  | Michał Vetulani  |                  |                  | Franciszka Śliwińska | Franciszka Śliwińska | Franciszka Śliwińska | Franciszka Śliwińska | Franciszka Śliwińska | Franciszka Śliwińska |                           |                           |                           |                           |                           |                           |                      |                      |                                 |                                 |                                 |                                 |                                 |                                 |  |  |                            |                            |                            |                            |                            |                            |               |               |                |                |                    |                    |                    |                    |                    |                    |                 |                 |                 |                 |                 |                 |                |                |  |  |                 |                 |                     |                     |                     |                     |                     |                     |                         |                         |                                |                                |                                |                                |                                |                                |                  |                  |                  |                  |                  |                  |  |  |  |  |  |  |  |  |  |  |
|  |  |                    |                    |                    |                    |                    |                    |  |  |              |              |              |              |                    |                    |                    |                    |                    |                    |                 |                 |                  |                  |                  |                  |                      |                      |                      |                      |                      |                      |                           |                           |                           |                           |                           |                           |                      |                      |                                 |                                 |                                 |                                 |                                 |                                 |  |  |                            |                            |                            |                            |                            |                            |               |               |                |                |                    |                    |                    |                    |                    |                    |                 |                 |                 |                 |                 |                 |                |                |  |  |                 |                 |                     |                     |                     |                     |                     |                     |                         |                         |                                |                                |                                |                                |                                |                                |                  |                  |                  |                  |                  |                  |  |  |  |  |  |  |  |  |  |  |
|  |  |                    |                    |                    |                    |                    |                    |  |  |              |              |              |              |                    |                    |                    |                    |                    |                    |                 |                 |                  |                  |                  |                  |                      |                      |                      |                      |                      |                      |                           |                           |                           |                           |                           |                           |                      |                      |                                 |                                 |                                 |                                 |                                 |                                 |  |  |                            |                            |                            |                            |                            |                            |               |               |                |                |                    |                    |                    |                    |                    |                    |                 |                 |                 |                 |                 |                 |                |                |  |  |                 |                 |                     |                     |                     |                     |                     |                     |                         |                         |                                |                                |                                |                                |                                |                                |                  |                  |                  |                  |                  |                  |  |  |  |  |  |  |  |  |  |  |
|  |  | Jan Vetulani       | Jan Vetulani       | Jan Vetulani       | Jan Vetulani       | Jan Vetulani       | Jan Vetulani       |  |  | Matylda Pisz | Matylda Pisz | Matylda Pisz | Matylda Pisz | Matylda Pisz       | Matylda Pisz       |                    |                    |                    |                    |                 |                 | Roman Vetulani   | Roman Vetulani   | Roman Vetulani   | Roman Vetulani   | Roman Vetulani       | Roman Vetulani       |                      |                      |                      |                      |                           |                           | Elżbieta Kunachowicz      | Elżbieta Kunachowicz      | Elżbieta Kunachowicz      | Elżbieta Kunachowicz      | Elżbieta Kunachowicz | Elżbieta Kunachowicz |                                 |                                 |                                 |                                 |                                 |                                 |  |  |                            |                            |                            |                            |                            |                            |               |               |                |                | Franciszek Latinik | Franciszek Latinik | Franciszek Latinik | Franciszek Latinik | Franciszek Latinik | Franciszek Latinik |                 |                 |                 |                 |                 |                 |                |                |  |  |                 |                 | Franciszek Vetulani | Franciszek Vetulani | Franciszek Vetulani | Franciszek Vetulani | Franciszek Vetulani | Franciszek Vetulani |                         |                         | Katarzyna Ipohorska-Lenkiewicz | Katarzyna Ipohorska-Lenkiewicz | Katarzyna Ipohorska-Lenkiewicz | Katarzyna Ipohorska-Lenkiewicz | Katarzyna Ipohorska-Lenkiewicz | Katarzyna Ipohorska-Lenkiewicz |                  |                  |                  |                  |                  |                  |  |  |  |  |  |  |  |  |  |  |
|  |  | Jan Vetulani       | Jan Vetulani       | Jan Vetulani       | Jan Vetulani       | Jan Vetulani       | Jan Vetulani       |  |  | Matylda Pisz | Matylda Pisz | Matylda Pisz | Matylda Pisz | Matylda Pisz       | Matylda Pisz       |                    |                    |                    |                    |                 |                 | Roman Vetulani   | Roman Vetulani   | Roman Vetulani   | Roman Vetulani   | Roman Vetulani       | Roman Vetulani       |                      |                      |                      |                      |                           |                           | Elżbieta Kunachowicz      | Elżbieta Kunachowicz      | Elżbieta Kunachowicz      | Elżbieta Kunachowicz      | Elżbieta Kunachowicz | Elżbieta Kunachowicz |                                 |                                 |                                 |                                 |                                 |                                 |  |  |                            |                            |                            |                            |                            |                            |               |               |                |                | Franciszek Latinik | Franciszek Latinik | Franciszek Latinik | Franciszek Latinik | Franciszek Latinik | Franciszek Latinik |                 |                 |                 |                 |                 |                 |                |                |  |  |                 |                 | Franciszek Vetulani | Franciszek Vetulani | Franciszek Vetulani | Franciszek Vetulani | Franciszek Vetulani | Franciszek Vetulani |                         |                         | Katarzyna Ipohorska-Lenkiewicz | Katarzyna Ipohorska-Lenkiewicz | Katarzyna Ipohorska-Lenkiewicz | Katarzyna Ipohorska-Lenkiewicz | Katarzyna Ipohorska-Lenkiewicz | Katarzyna Ipohorska-Lenkiewicz |                  |                  |                  |                  |                  |                  |  |  |  |  |  |  |  |  |  |  |
|  |  |                    |                    |                    |                    |                    |                    |  |  |              |              |              |              |                    |                    |                    |                    |                    |                    |                 |                 |                  |                  |                  |                  |                      |                      |                      |                      |                      |                      |                           |                           |                           |                           |                           |                           |                      |                      |                                 |                                 |                                 |                                 |                                 |                                 |  |  |                            |                            |                            |                            |                            |                            |               |               |                |                |                    |                    |                    |                    |                    |                    |                 |                 |                 |                 |                 |                 |                |                |  |  |                 |                 |                     |                     |                     |                     |                     |                     |                         |                         |                                |                                |                                |                                |                                |                                |                  |                  |                  |                  |                  |                  |  |  |  |  |  |  |  |  |  |  |
|  |  |                    |                    |                    |                    |                    |                    |  |  |              |              |              |              |                    |                    |                    |                    |                    |                    |                 |                 |                  |                  |                  |                  |                      |                      |                      |                      |                      |                      |                           |                           |                           |                           |                           |                           |                      |                      |                                 |                                 |                                 |                                 |                                 |                                 |  |  |                            |                            |                            |                            |                            |                            |               |               |                |                |                    |                    |                    |                    |                    |                    |                 |                 |                 |                 |                 |                 |                |                |  |  |                 |                 |                     |                     |                     |                     |                     |                     |                         |                         |                                |                                |                                |                                |                                |                                |                  |                  |                  |                  |                  |                  |  |  |  |  |  |  |  |  |  |  |
|  |  | Eugeniusz Vetulani | Eugeniusz Vetulani | Eugeniusz Vetulani | Eugeniusz Vetulani | Eugeniusz Vetulani | Eugeniusz Vetulani |  |  |              |              |              |              | Kazimierz Vetulani | Kazimierz Vetulani | Kazimierz Vetulani | Kazimierz Vetulani | Kazimierz Vetulani | Kazimierz Vetulani |                 |                 | Zygmunt Vetulani | Zygmunt Vetulani | Zygmunt Vetulani | Zygmunt Vetulani | Zygmunt Vetulani     | Zygmunt Vetulani     |                      |                      | Tadeusz Vetulani     | Tadeusz Vetulani     | Tadeusz Vetulani          | Tadeusz Vetulani          | Tadeusz Vetulani          | Tadeusz Vetulani          |                           |                           | Maria Godlewska      | Maria Godlewska      | Maria Godlewska                 | Maria Godlewska                 | Maria Godlewska                 | Maria Godlewska                 |                                 |                                 |  |  |                            |                            | Adam Vetulani              | Adam Vetulani              | Adam Vetulani              | Adam Vetulani              | Adam Vetulani | Adam Vetulani |                |                | Irena Latinik      | Irena Latinik      | Irena Latinik      | Irena Latinik      | Irena Latinik      | Irena Latinik      |                 |                 | Zofia Vetulani  | Zofia Vetulani  | Zofia Vetulani  | Zofia Vetulani  | Zofia Vetulani | Zofia Vetulani |  |  | Bohdan de Nisau | Bohdan de Nisau | Bohdan de Nisau     | Bohdan de Nisau     | Bohdan de Nisau     | Bohdan de Nisau     |                     |                     | Maria Vetulani de Nisau | Maria Vetulani de Nisau | Maria Vetulani de Nisau        | Maria Vetulani de Nisau        | Maria Vetulani de Nisau        | Maria Vetulani de Nisau        |                                |                                | Cecylia Vetulani | Cecylia Vetulani | Cecylia Vetulani | Cecylia Vetulani | Cecylia Vetulani | Cecylia Vetulani |  |  |  |  |  |  |  |  |  |  |
|  |  | Eugeniusz Vetulani | Eugeniusz Vetulani | Eugeniusz Vetulani | Eugeniusz Vetulani | Eugeniusz Vetulani | Eugeniusz Vetulani |  |  |              |              |              |              | Kazimierz Vetulani | Kazimierz Vetulani | Kazimierz Vetulani | Kazimierz Vetulani | Kazimierz Vetulani | Kazimierz Vetulani |                 |                 | Zygmunt Vetulani | Zygmunt Vetulani | Zygmunt Vetulani | Zygmunt Vetulani | Zygmunt Vetulani     | Zygmunt Vetulani     |                      |                      | Tadeusz Vetulani     | Tadeusz Vetulani     | Tadeusz Vetulani          | Tadeusz Vetulani          | Tadeusz Vetulani          | Tadeusz Vetulani          |                           |                           | Maria Godlewska      | Maria Godlewska      | Maria Godlewska                 | Maria Godlewska                 | Maria Godlewska                 | Maria Godlewska                 |                                 |                                 |  |  |                            |                            | Adam Vetulani              | Adam Vetulani              | Adam Vetulani              | Adam Vetulani              | Adam Vetulani | Adam Vetulani |                |                | Irena Latinik      | Irena Latinik      | Irena Latinik      | Irena Latinik      | Irena Latinik      | Irena Latinik      |                 |                 | Zofia Vetulani  | Zofia Vetulani  | Zofia Vetulani  | Zofia Vetulani  | Zofia Vetulani | Zofia Vetulani |  |  | Bohdan de Nisau | Bohdan de Nisau | Bohdan de Nisau     | Bohdan de Nisau     | Bohdan de Nisau     | Bohdan de Nisau     |                     |                     | Maria Vetulani de Nisau | Maria Vetulani de Nisau | Maria Vetulani de Nisau        | Maria Vetulani de Nisau        | Maria Vetulani de Nisau        | Maria Vetulani de Nisau        |                                |                                | Cecylia Vetulani | Cecylia Vetulani | Cecylia Vetulani | Cecylia Vetulani | Cecylia Vetulani | Cecylia Vetulani |  |  |  |  |  |  |  |  |  |  |
|  |  |                    |                    |                    |                    |                    |                    |  |  |              |              |              |              |                    |                    |                    |                    |                    |                    |                 |                 |                  |                  |                  |                  |                      |                      |                      |                      |                      |                      |                           |                           |                           |                           |                           |                           |                      |                      |                                 |                                 |                                 |                                 |                                 |                                 |  |  |                            |                            |                            |                            |                            |                            |               |               |                |                |                    |                    |                    |                    |                    |                    |                 |                 |                 |                 |                 |                 |                |                |  |  |                 |                 |                     |                     |                     |                     |                     |                     |                         |                         |                                |                                |                                |                                |                                |                                |                  |                  |                  |                  |                  |                  |  |  |  |  |  |  |  |  |  |  |
|  |  | Armand Vetulani    | Armand Vetulani    | Armand Vetulani    | Armand Vetulani    | Armand Vetulani    | Armand Vetulani    |  |  |              |              |              |              |                    |                    |                    |                    |                    |                    |                 |                 | Wanda Vetulani   | Wanda Vetulani   | Wanda Vetulani   | Wanda Vetulani   | Wanda Vetulani       | Wanda Vetulani       |                      |                      |                      |                      | Zygmunt Vetulani          | Zygmunt Vetulani          | Zygmunt Vetulani          | Zygmunt Vetulani          | Zygmunt Vetulani          | Zygmunt Vetulani          |                      |                      | Grażyna Małgorzata Świerczyńska | Grażyna Małgorzata Świerczyńska | Grażyna Małgorzata Świerczyńska | Grażyna Małgorzata Świerczyńska | Grażyna Małgorzata Świerczyńska | Grażyna Małgorzata Świerczyńska |  |  | Krystyna Vetulani-Belfoure | Krystyna Vetulani-Belfoure | Krystyna Vetulani-Belfoure | Krystyna Vetulani-Belfoure | Krystyna Vetulani-Belfoure | Krystyna Vetulani-Belfoure |               |               | Jerzy Vetulani | Jerzy Vetulani | Jerzy Vetulani     | Jerzy Vetulani     | Jerzy Vetulani     | Jerzy Vetulani     |                    |                    | Maria Pająk     | Maria Pająk     | Maria Pająk     | Maria Pająk     | Maria Pająk     | Maria Pająk     |                |                |  |  |                 |                 |                     |                     | Witold de Nisau     | Witold de Nisau     | Witold de Nisau     | Witold de Nisau     | Witold de Nisau         | Witold de Nisau         |                                |                                |                                |                                |                                |                                |                  |                  |                  |                  |                  |                  |  |  |  |  |  |  |  |  |  |  |
|  |  | Armand Vetulani    | Armand Vetulani    | Armand Vetulani    | Armand Vetulani    | Armand Vetulani    | Armand Vetulani    |  |  |              |              |              |              |                    |                    |                    |                    |                    |                    |                 |                 | Wanda Vetulani   | Wanda Vetulani   | Wanda Vetulani   | Wanda Vetulani   | Wanda Vetulani       | Wanda Vetulani       |                      |                      |                      |                      | Zygmunt Vetulani          | Zygmunt Vetulani          | Zygmunt Vetulani          | Zygmunt Vetulani          | Zygmunt Vetulani          | Zygmunt Vetulani          |                      |                      | Grażyna Małgorzata Świerczyńska | Grażyna Małgorzata Świerczyńska | Grażyna Małgorzata Świerczyńska | Grażyna Małgorzata Świerczyńska | Grażyna Małgorzata Świerczyńska | Grażyna Małgorzata Świerczyńska |  |  | Krystyna Vetulani-Belfoure | Krystyna Vetulani-Belfoure | Krystyna Vetulani-Belfoure | Krystyna Vetulani-Belfoure | Krystyna Vetulani-Belfoure | Krystyna Vetulani-Belfoure |               |               | Jerzy Vetulani | Jerzy Vetulani | Jerzy Vetulani     | Jerzy Vetulani     | Jerzy Vetulani     | Jerzy Vetulani     |                    |                    | Maria Pająk     | Maria Pająk     | Maria Pająk     | Maria Pająk     | Maria Pająk     | Maria Pająk     |                |                |  |  |                 |                 |                     |                     | Witold de Nisau     | Witold de Nisau     | Witold de Nisau     | Witold de Nisau     | Witold de Nisau         | Witold de Nisau         |                                |                                |                                |                                |                                |                                |                  |                  |                  |                  |                  |                  |  |  |  |  |  |  |  |  |  |  |
|  |  |                    |                    |                    |                    |                    |                    |  |  |              |              |              |              |                    |                    |                    |                    |                    |                    |                 |                 |                  |                  |                  |                  |                      |                      |                      |                      |                      |                      |                           |                           |                           |                           |                           |                           |                      |                      |                                 |                                 |                                 |                                 |                                 |                                 |  |  |                            |                            |                            |                            |                            |                            |               |               |                |                |                    |                    |                    |                    |                    |                    |                 |                 |                 |                 |                 |                 |                |                |  |  |                 |                 |                     |                     |                     |                     |                     |                     |                         |                         |                                |                                |                                |                                |                                |                                |                  |                  |                  |                  |                  |                  |  |  |  |  |  |  |  |  |  |  |
|  |  |                    |                    |                    |                    |                    |                    |  |  |              |              |              |              |                    |                    |                    |                    |                    |                    |                 |                 |                  |                  |                  |                  |                      |                      |                      |                      |                      |                      |                           |                           |                           |                           |                           |                           |                      |                      |                                 |                                 |                                 |                                 |                                 |                                 |  |  |                            |                            |                            |                            |                            |                            |               |               |                |                |                    |                    |                    |                    |                    |                    |                 |                 |                 |                 |                 |                 |                |                |  |  |                 |                 |                     |                     |                     |                     |                     |                     |                         |                         |                                |                                |                                |                                |                                |                                |                  |                  |                  |                  |                  |                  |  |  |  |  |  |  |  |  |  |  |
|  |  |                    |                    |                    |                    |                    |                    |  |  |              |              |              |              |                    |                    |                    |                    |                    |                    |                 |                 |                  |                  |                  |                  |                      |                      |                      |                      |                      |                      | Agnieszka Vetulani-Cęgiel | Agnieszka Vetulani-Cęgiel | Agnieszka Vetulani-Cęgiel | Agnieszka Vetulani-Cęgiel | Agnieszka Vetulani-Cęgiel | Agnieszka Vetulani-Cęgiel |                      |                      | Maria Vetulani                  | Maria Vetulani                  | Maria Vetulani                  | Maria Vetulani                  | Maria Vetulani                  | Maria Vetulani                  |  |  | Charles Belfoure           | Charles Belfoure           | Charles Belfoure           | Charles Belfoure           | Charles Belfoure           | Charles Belfoure           |               |               | Marek Vetulani | Marek Vetulani | Marek Vetulani     | Marek Vetulani     | Marek Vetulani     | Marek Vetulani     |                    |                    | Tomasz Vetulani | Tomasz Vetulani | Tomasz Vetulani | Tomasz Vetulani | Tomasz Vetulani | Tomasz Vetulani |                |                |  |  |                 |                 |                     |                     |                     |                     |                     |                     |                         |                         |                                |                                |                                |                                |                                |                                |                  |                  |                  |                  |                  |                  |  |  |  |  |  |  |  |  |  |  |